# Agriculture au Brésil

Un engenho-bangüê (production de sucre) en fonctionnement dans les années 1950, État du Pernambouc.

L'agriculture au Brésil ne représente qu'environ 5 % du PIB (Produit intérieur brut) du pays, mais l'industrie agroalimentaire représente 1/4 du PNB et 40 % des exportations.
Certaines cultures commerciales telles que le soja, le Brésil étant l'un des plus gros exportateurs mondiaux de cette plante, ou la canne à sucre (utilisée en particulier pour l'éthanol) sont en plein essor, en particulier depuis la modernisation de l'agriculture lancée dans les années 1980, lors de la transition démocratique. Celle-ci s'est largement appuyée sur les travaux de l'Empresa Brasileira de Pesquisa Agropecuária (EMBRAPA), créée en 1973.
En 2019, le Brésil était le premier producteur mondial de canne à sucre, de soja, de café et d'orange, le 2e producteur de papaye, le 3e plus grand producteur de maïs, tabac et ananas, le 4e plus grand producteur de coton et manioc, le 5e plus grand producteur de noix de coco et citron, 6e plus grand producteur de cacao et avocat, 9e plus grand producteur de riz, 10e plus grand producteur de tomate et 11e plus grand producteur de raisin et pomme.
Le Brésil est aussi le premier exportateur de viande bovine (rouge), avec un bétail spécifique (dès la première moitié du XXe siècle, des races bovines adaptées au climat brésilien sont créées, telles que la nélore ou la canchim). Le cheptel était de 176 millions de têtes de bovins en 2006. Sur les 240 millions d'ha de surface agricole 160 étaient consacrés au pâturage. En 2022 le cheptel bovin a encore progressé pour atteindre 230 millions de têtes. La production de volaille et de porc est aussi très importante. En ce qui concerne la filière laitière le Brésil affiche de fortes ambitions pour devenir le premier exportateur. La production s'élève déjà à 35 milliards de litres en 2022, ce qui le rangerait à la troisième place au niveau mondial.

## Histoire

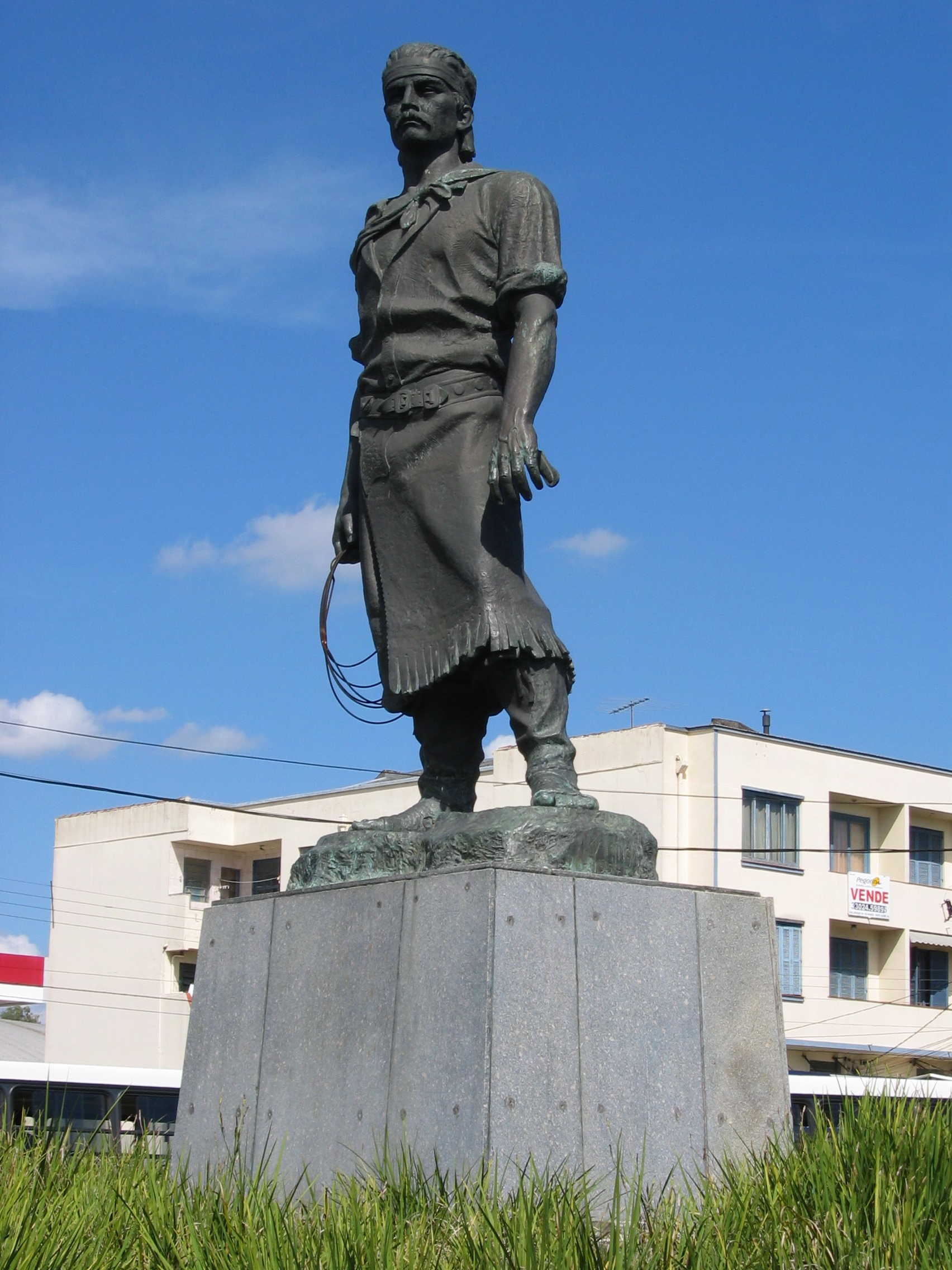
Le Gaúcho brésilien, Statue du Laçador, Porto Alegre, Rio Grande do Sul.

### Amérindiens
L'histoire de l'agriculture au Brésil commence dès le Ve millénaire av. J.-C. avec les indigènes du Brésil, sédentaires ou itinérants, avec une grande diversité de pratiques selon les territoires et les peuples,. Cette histoire est encore mal connue, en particulier en Amazonie, mais à l'arrivée des Européens, les Amérindiens cultivaient déjà tubercules, céréales et fruitiers : manioc, arachide, tabac, patate douce, millet, palmier (Attalea speciosa), péqui, jaboticaba, anacardier, goyave et prunier mombin.
L'agriculture sur brûlis est encore pratiquée chez certains Amazoniens dans une économie de subsistance basée principalement sur le manioc.

### L'esclavage et la canne à sucre
Voir aussi Commerce triangulaire et Histoire du Brésil.

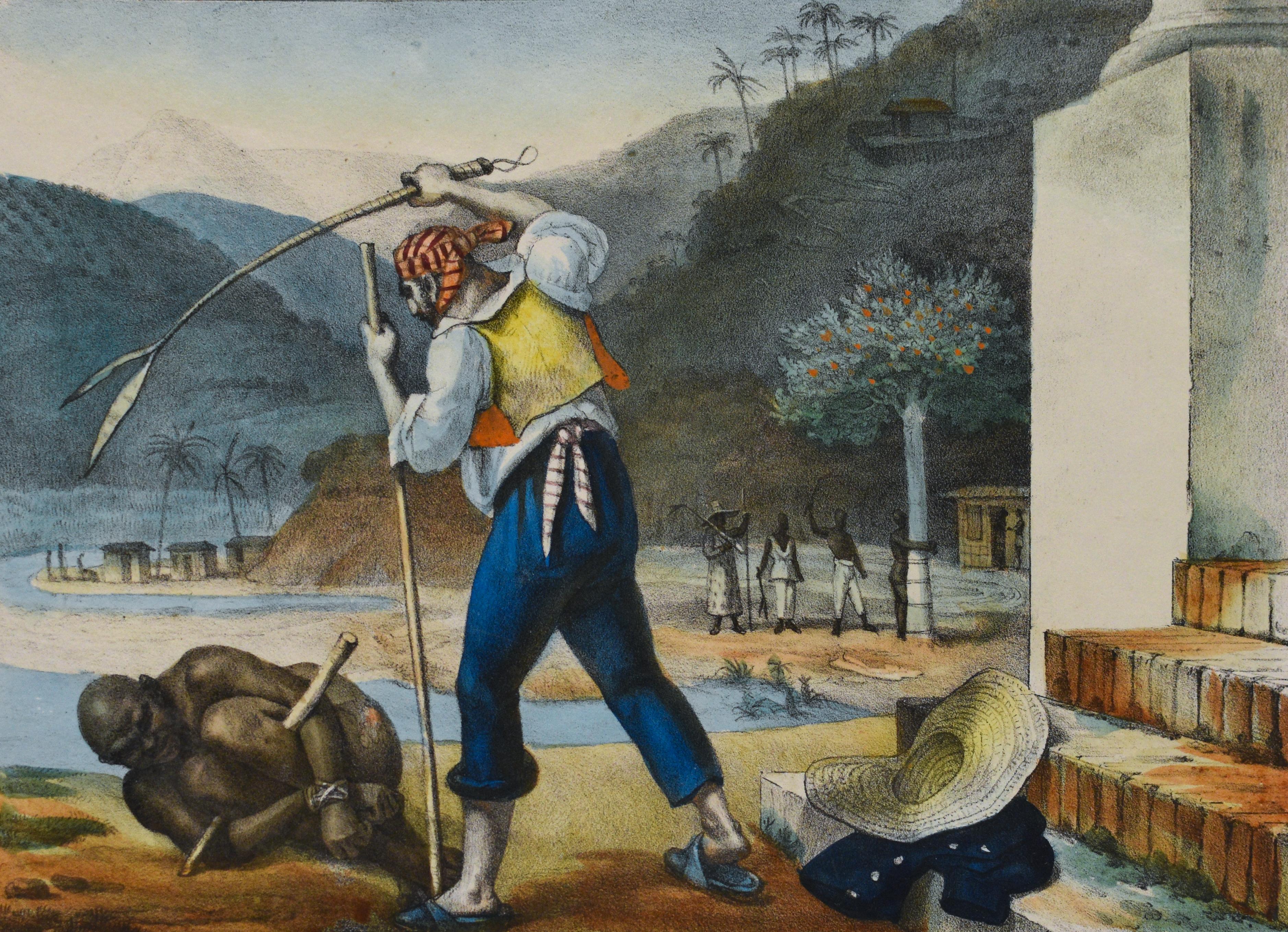
Peinture de Jean-Baptiste Debret (1768-1848). Un propriétaire d'esclave au Brésil punissant son esclave, XIXe siècle. Le Brésil a longtemps fonctionné autour d'une économie de plantation et jouait un rôle important dans la traite atlantique. L'esclavage a été aboli par la Lei Áurea de 1888.

Au Nord-Est, dans les capitaineries de Pernambouc et de Bahia, les premières plantations sucrières virent le jour sur le sol américain, au début du XVIe siècle. La demande en travail servile explosa. Les Portugais ont exploité les Indiens. Mais la persévérance de Bartolomé de Las Casas et d'autres dominicains finirent par rendre l'asservissement des Indiens illicite. De plus, l'épidémie de dysenterie associée à la grippe avait décimé la population indienne au Brésil dans les années 1560. Enfin les planteurs n'étaient pas satisfaits du travail des Indiens. Ceux-ci ne résistaient pas aux mauvais traitements qui leur étaient infligés. Pour toutes ces raisons, la demande d'esclaves noirs en provenance du Congo et de l'Angola se raffermit. De 2 000 à 3 000, en 1570, la population noire du Brésil s'élevait à 15 000 en 1600. Le quotidien de ces esclaves était très dur. Leur espérance de vie était d'environ dix ans. Il fallait donc sans cesse de nouveaux arrivages d'Angola et du Congo. Le Brésil devenait le principal fournisseur en sucre de l'Europe.
Dans le premier quart du XVIIe siècle, le nombre total d'esclaves déportés d'Afrique devait approcher les 200 000, dont 100 000 allèrent au Brésil, plus de 75 000 en Amérique espagnole, 12 500 à São Tomé et quelques centaines en Europe.

### L'essor de la production de coton et café
La production de coton brésilien est en croissance au début du XIXe siècle. Le café ne connaît son ascension qu'à partir du milieu du siècle. L'esclavage est très développé.
À la suite d'une crise du café,, la superficie cultivée en coton connaît une forte augmentation (117 %) entre 1920 et 1933.

## Question agraire et écologique
La propriété foncière est très inégalement répartie, les grands domaines latifundiaires absorbant la majorité des terres, et la pauvreté rurale reste très importante. En 2009, il y avait ainsi 4 millions de familles de paysans sans terre, le Mouvement des sans-terre (MST) étant leur principal porte-voix. Le gouvernement Lula affirme avoir permis à 520 000 d'entre eux d'obtenir des terres depuis 2003, ce qui est contesté par le MST, fondé dans les années 1980. Le gouvernement Lula a par exemple procédé à l'expropriation de la fazenda da Barra, en 2007, dans la région de Ribeirão Preto, à 300 km de São Paulo, allouant ainsi 1 780 hectares aux paysans sans terre. Sous les gouvernements issus du Parti des travailleurs (2003-2016), il y a eu beaucoup de conflits mais également des compromis pour limiter l’avancée du lobby agroalimentaire sans le remettre en question. En 2022, 1% de la population détient toujours plus de 46 % des terres cultivables.
Sur le plan écologique, les progrès de l'agriculture sont liés à une forte déforestation, en particulier en Amazonie et dans le Mato Grosso (plus de 38 % du territoire de cet État en 2007, soit plus de 348 000 km2), ainsi qu'à de la pollution. En effet, chaque année, les pâturages sont dans un état avancé de dégradation, les agriculteurs cherchent de nouvelles terres car les rendements sont de plus en plus faibles ce qui entraîne la déforestation, première source nationale d'émission de carbone, loin devant la combustion d'hydrocarbure. Ces effets délétères ont poussé les principales associations agraires à négocier, en 2006, un moratoire sur le soja (pt) cultivé dans les zones défrichées, lequel a été reconduit jusqu'en juin 2010. Des programmes de reboisement ont également été mis en place, par exemple dans le bassin d'un affluent de l'Amazone, le fleuve Xingu, zone d'habitat du peuple Xingu et dont les sources correspondent aux zones de production agricoles. La pollution agricole affecte d'autres peuples autochtones, telle la petite communauté des Enawene Nawe, à Juína (Mato Grosso), en aval de la Chapada dos Parecis (pt). Enfin, la fumée des feux, des brûlis et des scieries contamine la qualité de l'air environnant.
Le Brésil est le premier consommateur de pesticides au monde, avec plus de 500 000 tonnes par an. En 2017, le pays représentait 18 % du marché mondial des pesticides. Un Brésilien meurt presque tous les deux jours intoxiqué par les pesticides (principalement des ouvriers agricoles).

## Le complexe agro-industriel et le défrichage de nouvelles terres
Le Brésil a pu conserver sa forte position agricole en développant, en aval, un puissant complexe agro-industriel, qui transforme et valorise les denrées agricoles. Ainsi les tourteaux produits à partir du soja sont utilisés dans l'alimentation des volailles vendues jusque sur les marchés du Moyen-Orient où le Brésil concurrence vigoureusement les éleveurs bretons. En outre, le Brésil peut accroître sa production en défrichant de nouvelles terres. Entre 1975 et 1985, les exploitations ont conquis 52 millions d'hectares [réf. nécessaire], soit plus d'une fois et demie la surface agricole de la France [réf. nécessaire].
C'est en partie pour ouvrir de nouvelles terres qu'ont été construites certaines routes. La colonisation de l'Amazonie n'a pas résolu les problèmes fonciers du Nordeste et du Sud mais, du moins, les grands axes ont-ils permis la conquête des cerrados, ces savanes arborées du Centre-Ouest (Mato Grosso, Goiás), où se sont développées les cultures mécanisées du riz et du soja, ainsi que d'importants élevages extensifs. Toutefois, l'érosion des sols est préoccupante dans le Paraná, tandis que la conquête de l'Amazonie a entraîné d'énormes défrichements, rapidement suivi par un fort lessivage des sols.
Le lobby agro-alimentaire possède un poids considérable au Parlement brésilien : en 2017, le « Bloc ruraliste », constitué pour la défense des intérêts de la grande propriété et de l’agrobusiness, regroupe plus de 200 députés, soit 40 % du parlement. Le Bloc ruraliste détient également les ministères de la Justice et de l'Agriculture sous le gouvernement de Michel Temer.
Selon le député Nelson Marquezelli, lui-même propriétaire d'une vaste exploitation agricole et membre du Bloc ruraliste : « L’agriculture est la base du pays. Si vous ne lui donnez pas de ministres qui parlent la même langue que le front rural, il ne reste pas « très » longtemps. Ni le ministre, ni même le président ».
Entre 1985 et 2017, 1 722 militants du Mouvement des sans-terre ou autres organisations sociales ont été assassinés.

## Grandes cultures et exportations

### Soja, maïs et riz
Malgré son décollage industriel, le Brésil n'a pas renoncé à son développement agricole : il reste un des tout premiers exportateurs mondiaux dans ce domaine, juste derrière les États-Unis, les Pays-Bas et la Allemagne. Il y est parvenu en s'adaptant rapidement à la demande et en mettant sur le marché de nouveaux produits, qui ont parfois éclipsé les plus anciens.
Le soja a été introduit au Brésil après la crue du Mississippi de 1973 par Olacyr de Moraes (pt). Surnommé le « Roi du soja », Moraes est le propriétaire de la fazenda Itamaraty (50 000 ha à Ponta Porã, dans le Mato Grosso do Sul, près du Paraguay). Grâce à un investissement dans un laboratoire d'agronomie et à la généralisation de l'irrigation, la fazenda Itamaraty se transforma en symbole de la production intensive et de l'agriculture mécanisée, tranchant avec l'agriculture extensive d'autres fazendas. Elle devint ainsi, dans les années 1980, la plus grande productrice individuelle de soja au monde, puis, dans les années 1990, le deuxième producteur brésilien de coton, avant de devenir le premier producteur de maïs. En 2001, sous le gouvernement Lula, la moitié des 50 000 ha de la fazenda ont été transférés à des familles et coopératives membres du Mouvement des sans-terre à la suite des difficultés financières d'Olacyr de Moraes, qui avait investi des millions dans le chemin de fer Ferronorte (pt), afin de lier le Centre-Ouest du Brésil au port de Santos (São Paulo), le plus grand port d'Amérique latine.
Ainsi, alors que le Brésil ne produisait pas de soja avant 1975, il est devenu rapidement le premier producteur dans le monde, la région du Mato Grosso (en particulier près de Sorriso), du Paraná puis du Goiás étant les plus importantes productrices.
Le soja, dont la culture a été affectée en 2004 par une épidémie de rouille asiatique, par la baisse des prix et la revalorisation du réal, est exporté par les grands ports de Paranagua (Paraná) et Santos, à plus de 2 000 km des grandes régions de production.
Depuis 2004, le soja génétiquement modifié a été autorisé. S'il a été massivement introduit dans le pays, notamment dans le Mato Grosso (où il couvre 25 % des surfaces de soja), son intérêt économique a fortement décliné avec la hausse du prix du Round-Up, l'herbicide de Monsanto, tandis qu'un rendement inférieur au soja non-OGM a été observé, notamment en raison de l'inadaptation au climat des variétés transgéniques.
Un pic de culture du soja a été atteint en 2005, la monoculture régressant légèrement par la suite en raison de la crise économique. Le maïs et le coton (principalement dans les grandes fazendas pour ce dernier) sont venus ainsi le complémenter. Le tournesol et l'eucalyptus sont aussi plantés, dans une mesure inférieure, en compléments ou substituts du soja.
Le maïs est principalement produit dans le Paraná, dans le sud du pays; le riz dans le Rio Grande do Sul et, en moindre mesure, dans le Mato Grosso, où il intervient en première culture après le défrichement des terres, par le pâturage, et avant le soja. La canne à sucre est également une culture importante dans le Mato Grosso.

### Oranges et café
En 1959, le café représentait encore 57 % des exportations [réf. nécessaire] ; aujourd'hui, les annuaires statistiques ne se donnent plus la peine de le distinguer et le noient dans une rubrique « café, thé, épices », bien que le Brésil en soit toujours le premier producteur au monde [réf. nécessaire].
L'agriculture brésilienne vit également en partie d'une économie de cueillette. Gommes, cires, fibres et noix sont ainsi récoltées en Amazonie et dans le Nordeste intérieur. Certains de ces produits sont destinés à l'exportation, comme la noix de cajou ou le pignon de pin. D'autres sont consommés localement comme la noix de babaçu (donnant une huile servant à l’industrie aéronautique), la carnaúba (utilisée jadis par l’industrie du disque et aujourd’hui dans le bâtiment), ou le péqui, condiment très apprécié dans le Goiás.
En 2005, le programme Organics Brasil (pt), visant à favoriser l'exportation des produits élaborés par l'agriculture biologique, a été mis en place, en coopération entre l'Agência de Promoção de Exportações e Investimentos (pt), l'Instituto de Promoção do Desenvolvimento et la Federação das Indústrias do Estado do Paraná (pt).

### Viande
En 2017, la Chine, l'Union européenne, le Japon ou encore le Mexique décident d'interdire leurs marchés aux importations de viandes brésiliennes. Cette décision est prise en réponse à la découverte par la police brésilienne que des gros exportateurs de viandes avaient payé des pots-de-vin à des inspecteurs des services d'hygiène du ministère de l'Agriculture pour certifier de la viande avariée comme étant propre à la consommation.

## Canne à sucre et éthanol

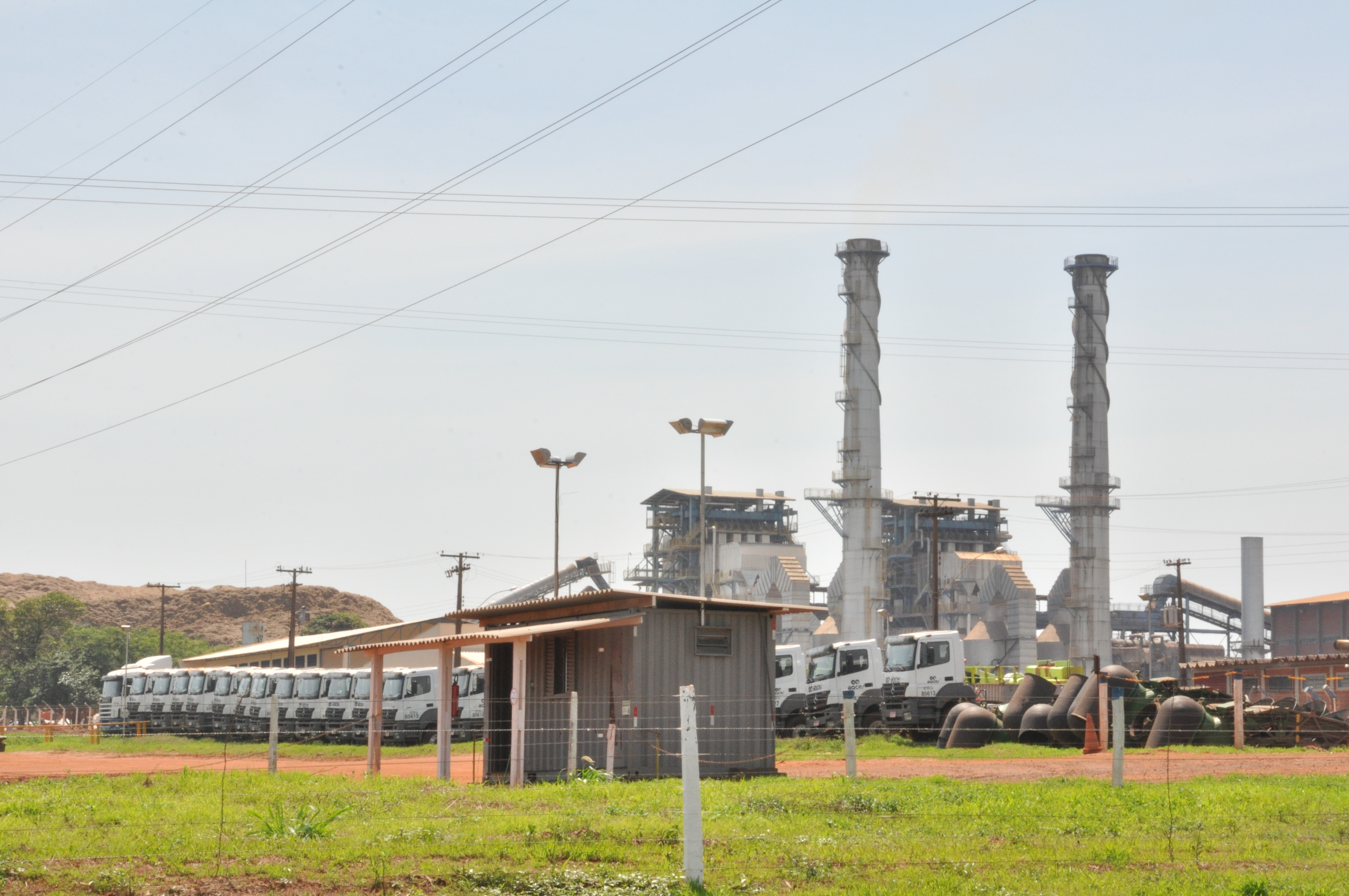
Usine de canne à sucre à Andradina, São Paulo

Le Brésil a aussi fortement augmenté le nombre de champs de canne à sucre, dont la moitié sont consacrés à la production d'éthanol (un « biocarburant ») (en particulier dans la région de Ribeirão Preto, à 300 km de São Paulo, ou d'Araçatuba). Dans la dernière décennie (2000-2009), sa part dans les exportations mondiales de sucre brut est ainsi passée de 7 % à 62 %. Avec les États-Unis, le Brésil produit à lui seul 70 % de l'éthanol mondial, dont la plus grande partie (85 %) est consommée sur le marché intérieur.
La production d'éthanol a comme effet de faire radicalement augmenter le prix de la terre (entre 2001 et 2006, la valeur moyenne de l'hectare a augmenté de 113 % dans l'État de São Paulo, principal producteur d'éthanol, selon une étude de l'Institut d'économie agricole) et le coût de production du maïs, du lait, du sucre et de la viande. Les producteurs d'éthanol comme Archer Daniels Midland ou le conglomérat Cosan, propriété du milliardaire pauliste Rubens Ometto Silveira Mello (pt), ont suscité les critiques de chercheurs qui craignent une éventuelle famine en raison d'une hausse probable du prix de la nourriture et de la monoculture du sol, ce qui oblige les producteurs à importer les aliments essentiels. En 2008, le Brésil a produit 22,3 milliards de litres d'éthanol, soit 1/3 de la production mondiale.

## Production forestière et industrie du papier

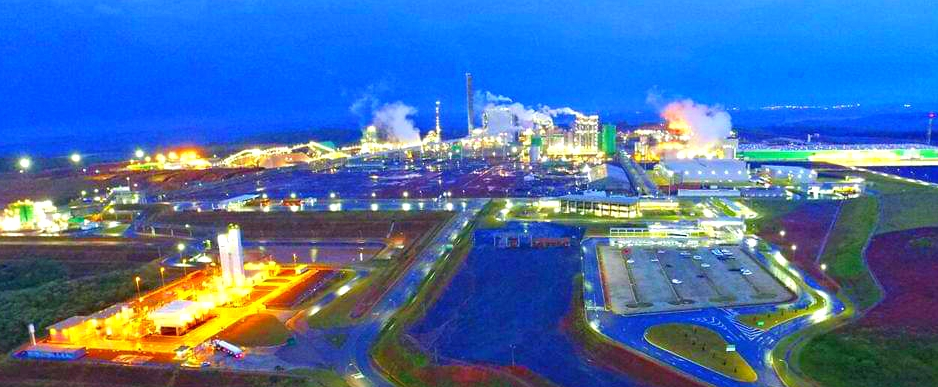
Complexe industriel Klabin, à Ortigueira

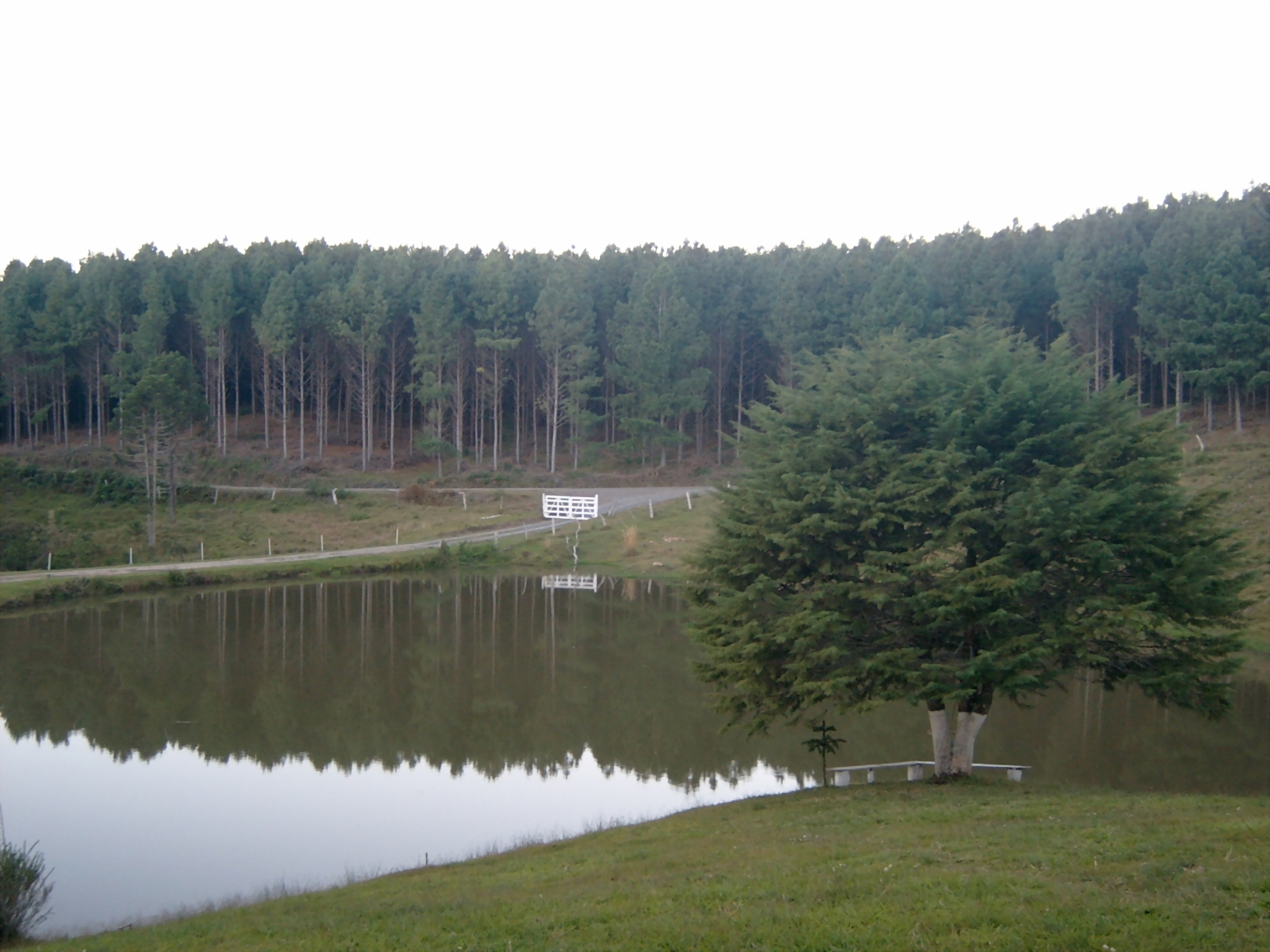
Reboisement dans une ferme de Bocaina do Sul, pour la fabrication de papier

Le groupe finlandais Stora Enso, no 2 mondial de l'industrie papetière, et le chilien Arauco, ont une coentreprise propriétaire de plantations et d'un moulin à Arapoti (Paraná).
Le Brésil est le premier producteur et consommateur mondial de charbon de bois, essentiellement destiné à l'industrie sidérurgique. Au début des années 2000, la consommation de charbon de bois dépasse 7 Mt/an, dont environ les trois-quarts proviennent de plantations. Ces plantations, composées à 80 % d'eucalyptus, produisent 20 m3 (4,3 t) par hectare et par an dans les sites les moins favorables, et de 40  à   50 m3 (8,6  à   10,7 t) dans les massifs industriels.

## Régions

### Sud

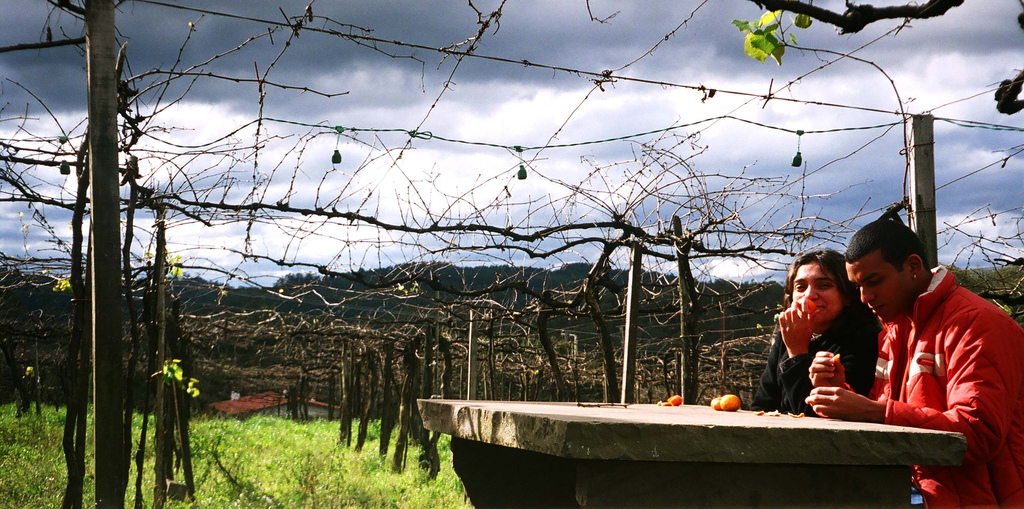
Vignoble en Rio Grande do Sul

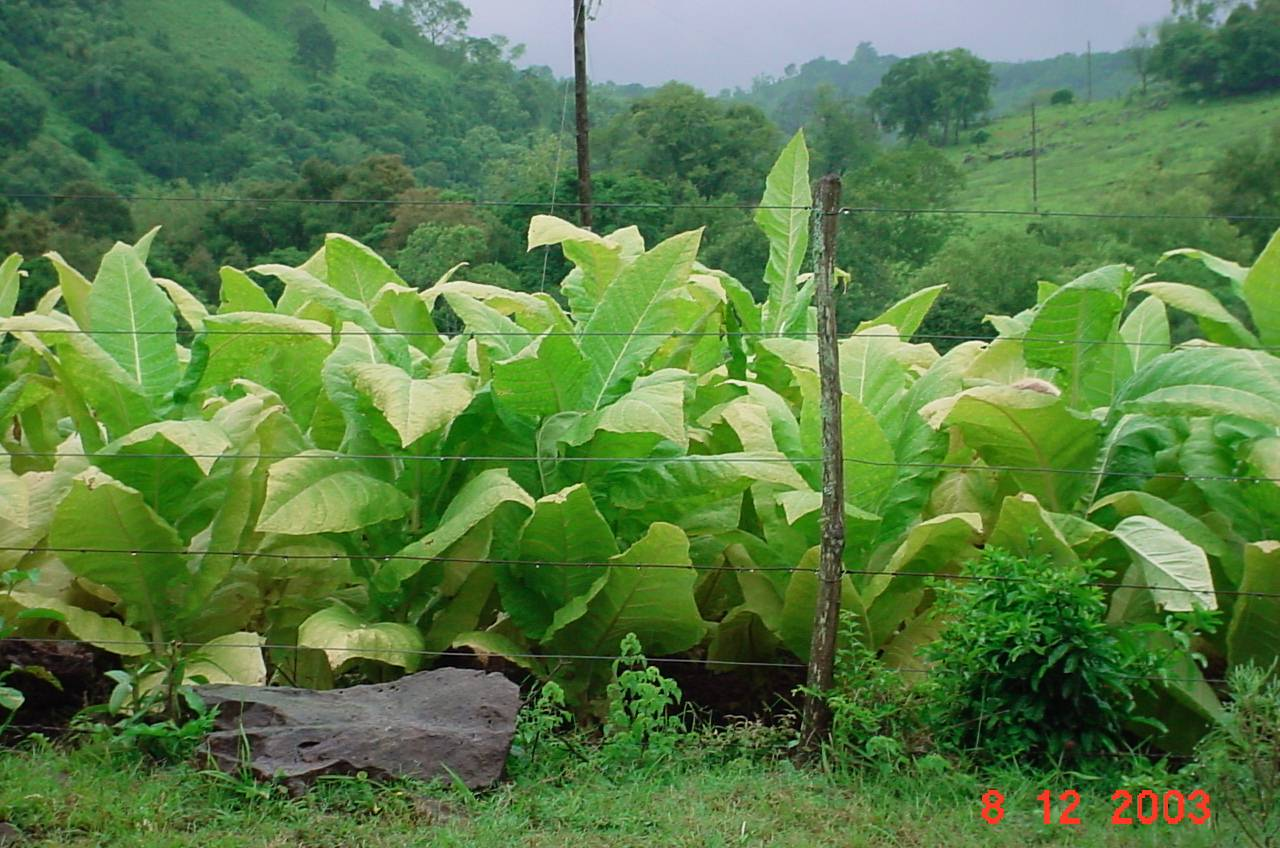
Tabac en Rio Grande do Sul

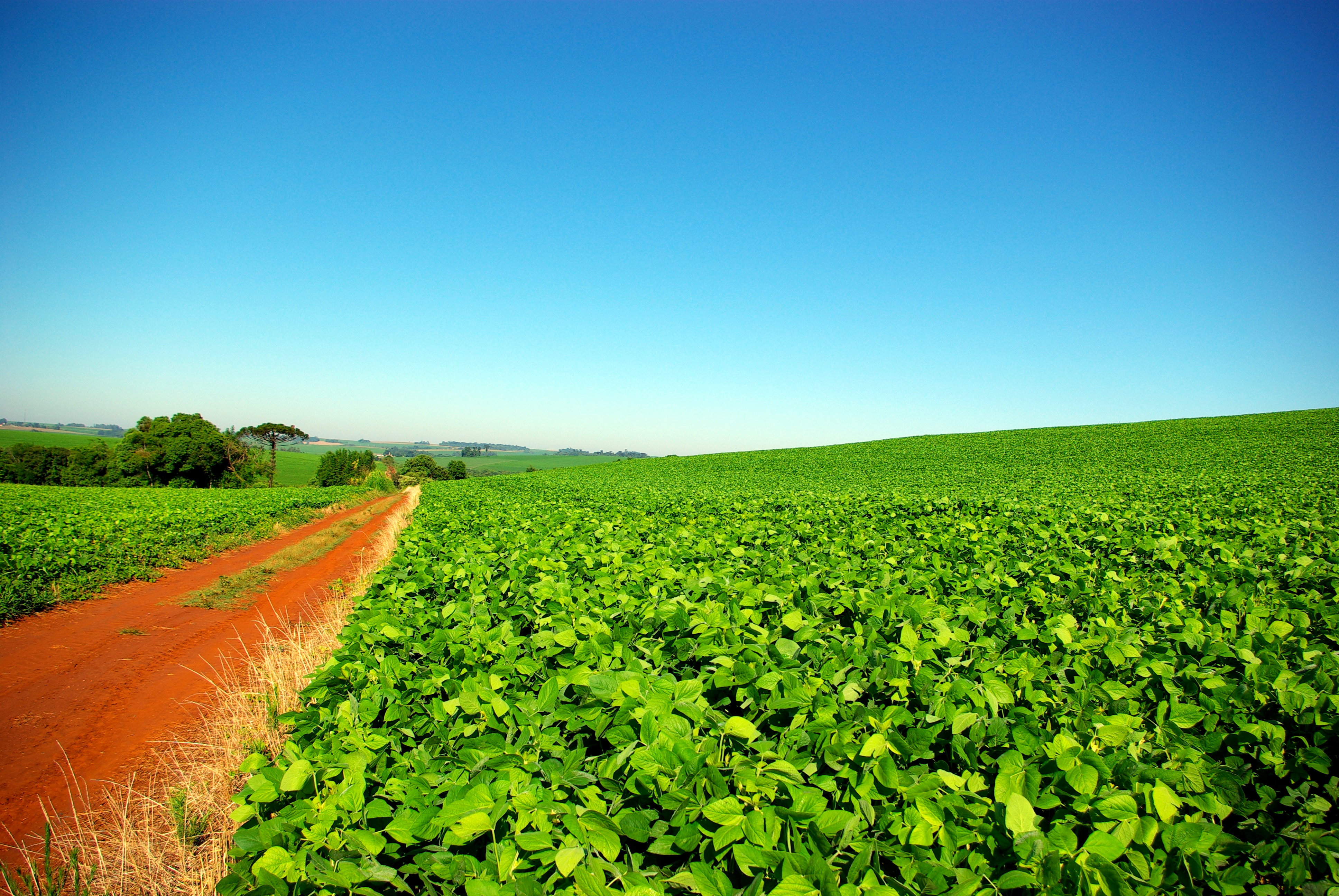
Plantation de soja en Rio Grande do Sul

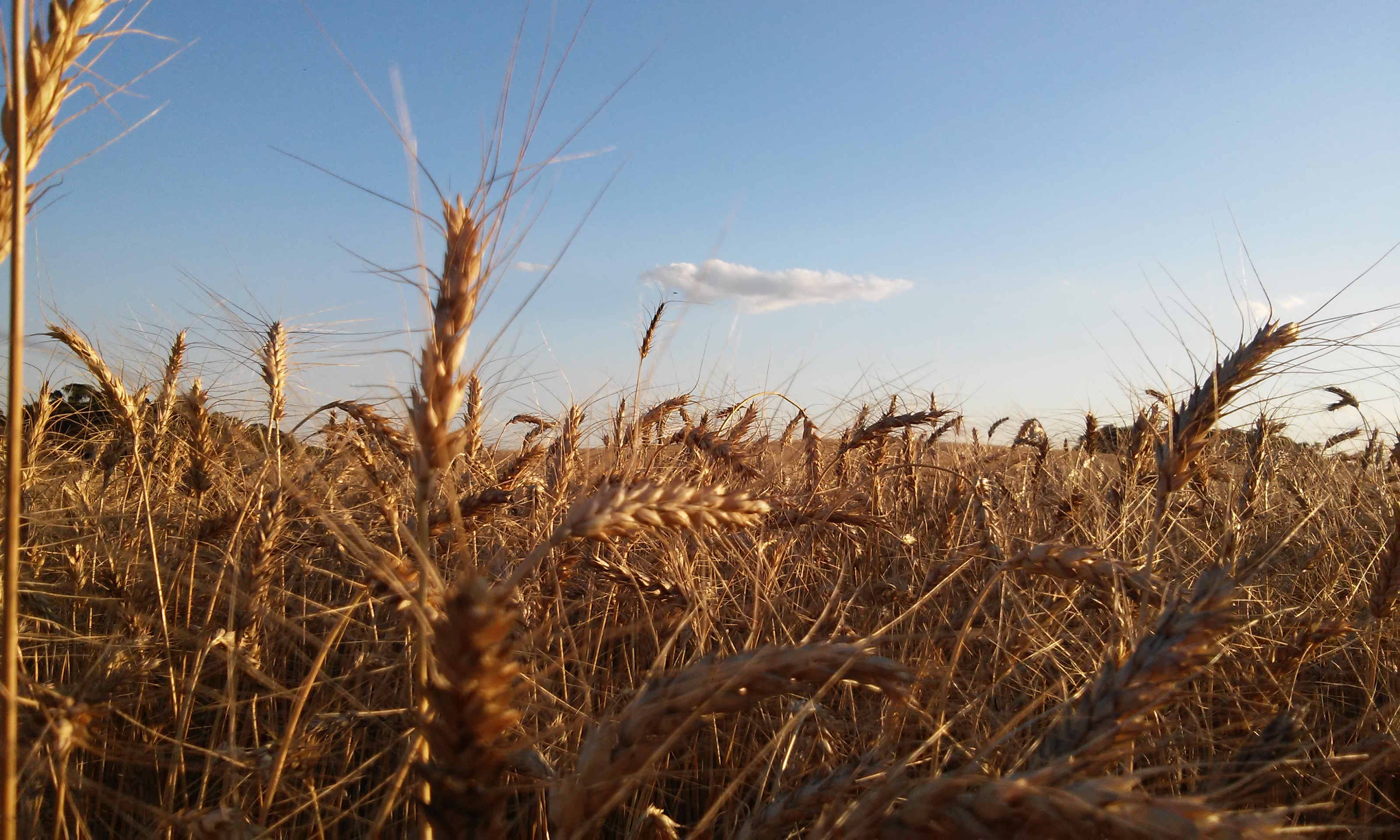
Plantation de blé en Paraná

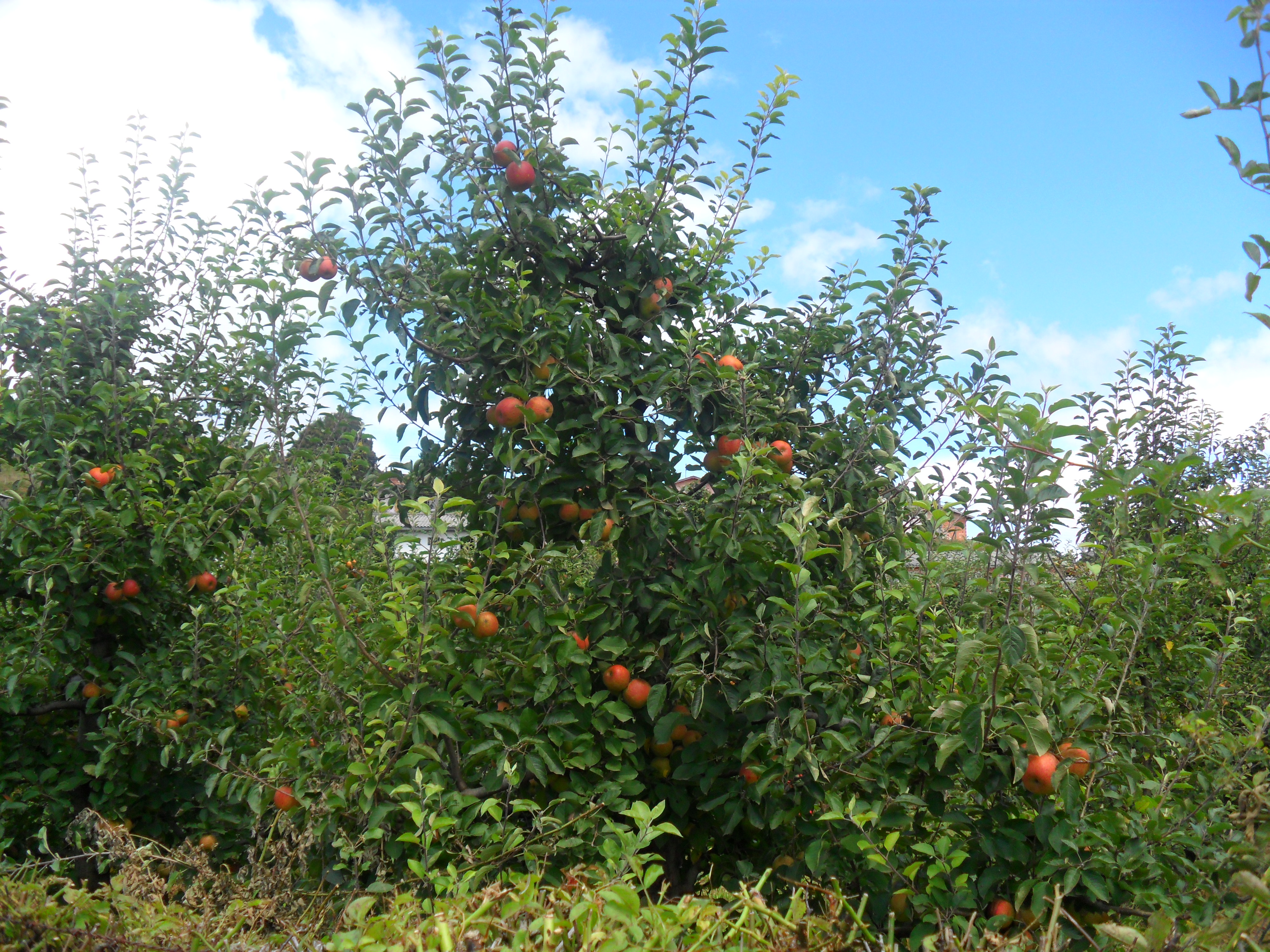
Pommiers en Santa Catarina

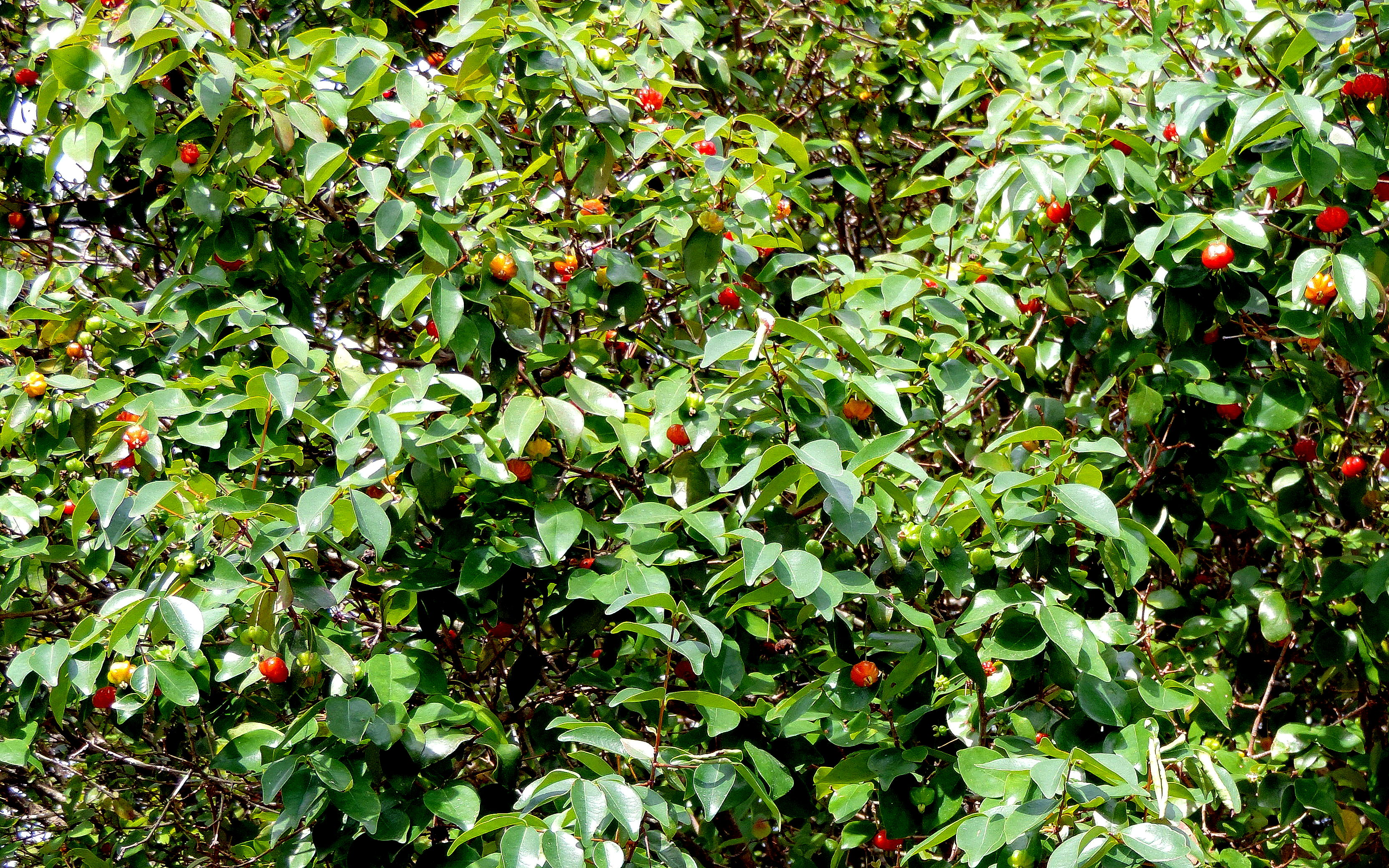
Cerise en Santa Catarina

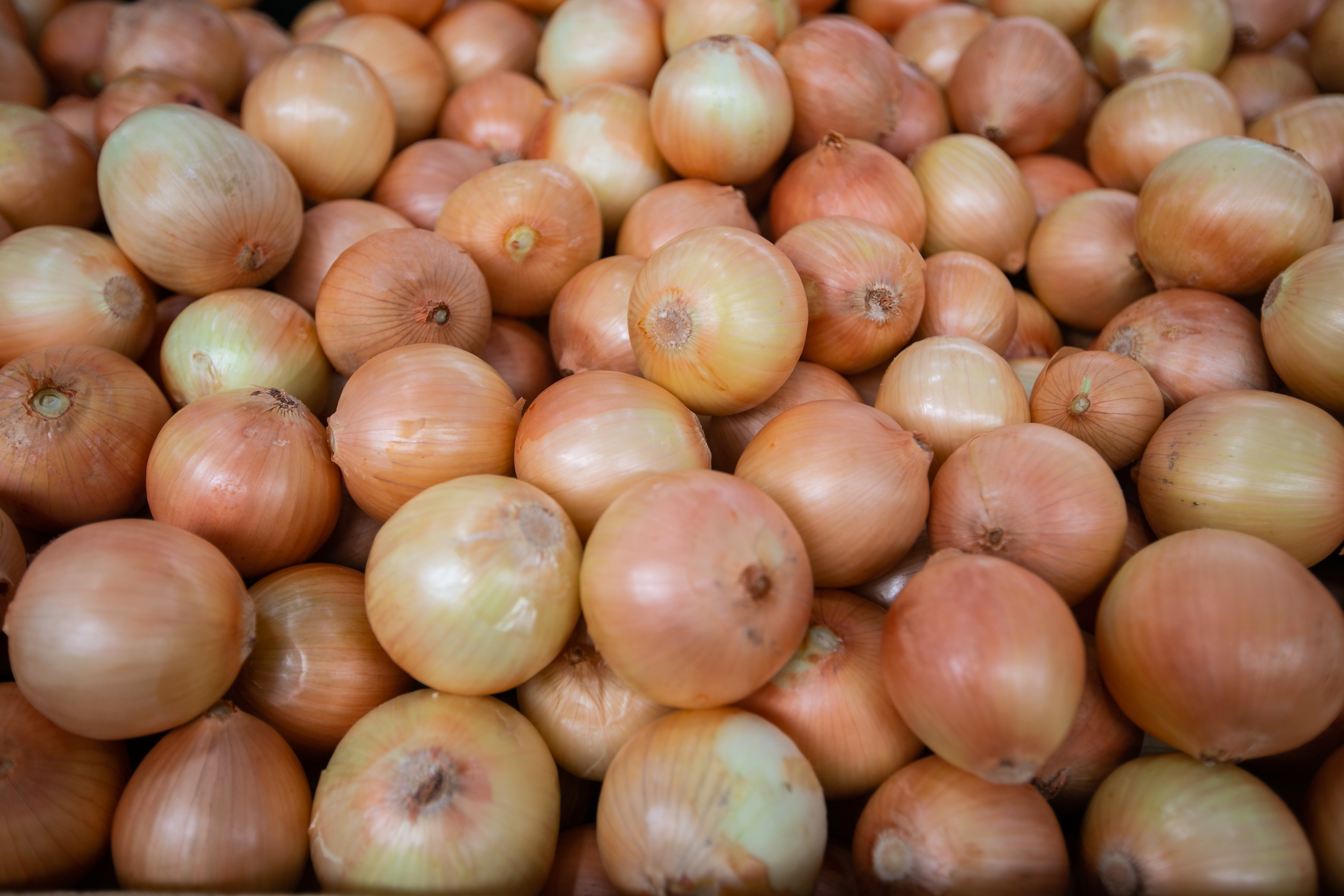
Oignon

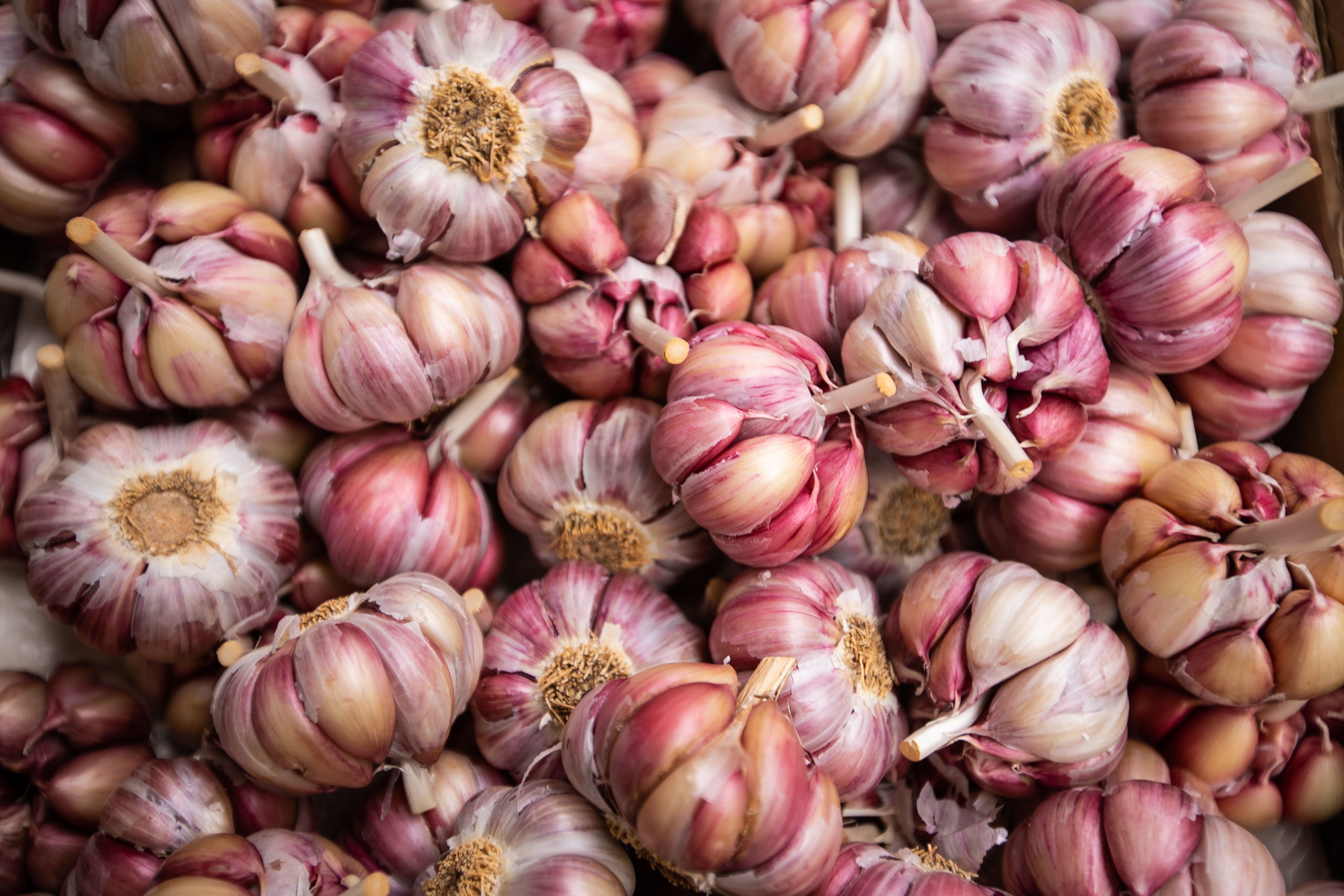
Ail

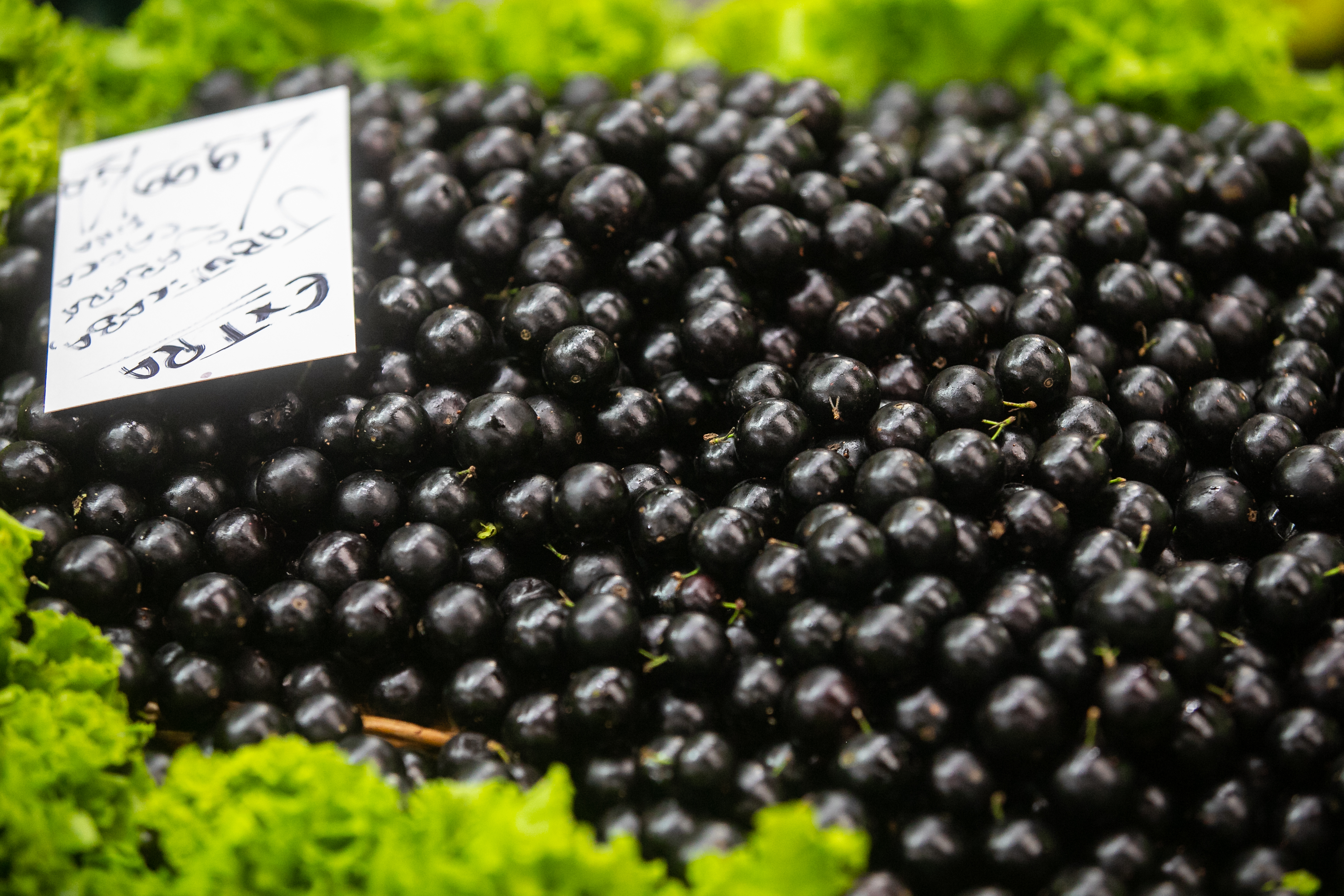
Jaboticaba

Les États du sud du Brésil sont Rio Grande do Sul, Santa Catarina et Paraná. Les coopératives y sont une caractéristique commune de l'agriculture. Le soja, le maïs, le blé, le riz, le tabac, le raisin, la pomme, la canne à sucre, le manioc et les haricots sont les points forts de la région. Il a également des productions pertinentes d'orange, d'avoine, d'orge, de pêche, de figue, d'oignon, d'ail, de mandarine, de kaki et de fraise. La région est le plus grand producteur de tabac du Brésil et le plus grand exportateur du monde.
En 2020, le Sud a produit 32 % du total national de céréales, de légumes et d'oléagineux. Il y avait 77,2 millions de tonnes, deuxième place au Brésil, perdant seulement au Midwest. Le Paraná (14,9 %) et le Rio Grande do Sul (14,3 %) sont les 2e et 3e plus grands producteurs du pays.
Rio Grande do Sul est le plus grand producteur de riz du pays, avec 70,5 % de la production brésilienne, près de 7,3 millions de tonnes en 2020. Santa Catarina était le deuxième producteur national, avec environ 1,1 million de tonnes de produit,.
Rio Grande do Sul est le plus grand producteur de tabac du Brésil et le plus grand exportateur au monde. Le Brésil est le deuxième producteur mondial et le chef de file des exportations de tabac depuis les années 1990, 98 % de la production brésilienne étant réalisée dans la région sud,.
La région occidentale du Paraná est aujourd'hui le principal pôle de transformation des céréales en protéines animales dans le pays.
Dans le soja, le Paraná et le Rio Grande do Sul sont parmi les plus gros producteurs du pays, avec environ 16 % de la production nationale pour chacun, juste derrière le Mato Grosso, qui a 27 % de la production. Le Paraná a produit 19,8 millions de tonnes en 2020 et le Rio Grande do Sul a produit 19,3 millions de tonnes. En 2019, Santa Catarina a récolté 2,3 millions de tonnes,
Concernant la canne à sucre, Paraná était, en 2017, le cinquième producteur de canne à sucre, le troisième de sucre et le cinquième d'alcool du pays. Il a récolté environ 46 millions de tonnes de canne cette année. Le secteur du sucre et de l'alcool de l'État compte 25 usines et emploie environ 55 000 personnes. Les régions d'Umuarama, Paranavaí, Maringá et Jacarezinho concentrent la production. Le Brésil est le plus grand producteur mondial, avec 672,8 millions de tonnes récoltées en 2018,.
En ce qui concerne la production de manioc, le Brésil a produit un total de 17,6 millions de tonnes en 2018. Le Paraná était le deuxième producteur du pays, avec 3,2 millions de tonnes. Rio Grande do Sul était 4e, avec près d'un million de tonnes. Santa Catarina a produit 351 000 tonnes.
Concernant l'orange, Paraná était le 3e producteur brésilien en 2018, avec un total de 834 mille tonnes. Rio Grande do Sul était 5e avec 367 000 tonnes. Santa Catarina avait une petite production.
La région sud est le plus grand producteur d'orge du Brésil. Dans les années 1990, l'État de Rio Grande do Sul était le plus gros producteur (66,8 % de la production totale du pays), cependant, dans la décennie suivante, Paraná a commencé à occuper cette position (49,8 % de la production). Au cours de la période 2007-2011, 55,0 % de la superficie cultivée était concentrée au Paraná (62,6 % de la production), 42,4 % à Rio Grande do Sul (34,9 % de la production) et 2,6 % à Santa Catarina (2,5 % de la production). L'État du Paraná a récolté 219,2 mille tonnes en 2019, soit 60 % de la production nationale. Outre le climat plus frais requis par l'orge, l'avantage des producteurs du Paraná est la proximité de la plus grande malterie d'Amérique latine, car l'orge est cultivée à l'échelle commerciale exclusivement pour être utilisée dans la fabrication du malt, la principale matière première. de l’industrie de la bière. Cependant, le Brésil est loin d'être autosuffisant dans la production d'orge. Le marché brésilien consomme en moyenne 1,5 million de tonnes par an. Le Brésil produit 335 000 tonnes, soit près de 22 %. La plupart, 73 %, viennent d'Argentine et d'Uruguay,.
Rio Grande do Sul est également le plus grand producteur national de blé, autre culture qui nécessite des climats froids, avec 2,3 millions de tonnes en 2019. Le Paraná est le 2e producteur, avec une production presque identique à Rio Grande do Sul. En 2019, les 2 états ont récolté ensemble environ 85 % de la récolte du Brésil, mais malgré cela, le pays est l'un des plus grands importateurs mondiaux de céréales, ayant importé environ 7 millions de tonnes cette année, pour faire face à une consommation de 12 millions de tonnes. La plupart du blé importé par le Brésil provient d'Argentine,,.
La région sud est également le plus grand producteur d'avoine au Brésil. En 2019, la production nationale était proche de 800 000 tonnes, étant presque entièrement réalisée dans le sud (Paraná et Rio Grande do Sul), avec une petite production dans le Mato Grosso do Sul,.
En 2017, le Paraná était le deuxième producteur de maïs du pays; troisièmement, Rio Grande do Sul. En 2019, la production de maïs à Santa Catarina a atteint 2,8 millions de tonnes,,,.
Depuis 2006, Paraná dirige la production de haricot au Brésil. Le Brésil est le 3e producteur de haricots au monde, avec une récolte annuelle d'environ 3 millions de tonnes, soit 11 % de la production mondiale. En 2018, la région sud était le principal producteur de haricots avec 26,4 % du total, suivie du Midwest (25,4 %), de la région du sud-est (25,1 %), du nord-est (20,6 %) et du nord (2,5 %). L'État du Paraná est en tête du classement des principaux producteurs nationaux avec 18,9 % du total produit,.
Le Rio Grande do Sul est responsable de 90 % de la production nationale de raisins et produit 90 % du vin produit dans le pays, 85 % du vin mousseux et 90 % du jus de raisin, principalement dans le zone de Caxias do Sul et ses environs. Santa Catarina avait une production annuelle d'environ 23000 tonnes de raisin en 2019, 86 % de la production de l'État étant située dans les municipalités de Caçador, Pinheiro Preto, Tangará et Videira. La majeure partie de la production nationale se situe cependant à Rio Grande do Sul (664,2 milliers de tonnes en 2018),,.
Les trois États du sud du pays sont responsables de 95 % de la production nationale de pomme, et Santa Catarina apparaît en tête de liste de production, en conflit avec le Rio Grande do Sul. La région de São Joaquim est responsable de 35 % de la plantation nationale de pommes. Rio Grande do Sul récolte 45 % des pommes brésiliennes et est le plus grand exportateur de pommes du pays. La région voisine de Vacaria est le point culminant: elle concentre 88 % de la production de l'État et 37 % de la production nationale,.
Rio Grande do Sul est le plus grand producteur de pêche au Brésil, avec la moitié du volume récolté au Brésil en 2018. Le reste de la production brésilienne a lieu à Santa Catarina, Paraná, São Paulo et Minas Gerais.
Rio Grande do Sul est également le plus grand producteur de figue du pays, selon les données de 2018.
Santa Catarina est un leader national dans la production de oignons. En 2017, elle a produit 630 mille tonnes, notamment dans les communes d'Alfredo Wagner, Angelina et Rancho Queimado. C'était également le troisième producteur d'ail du Brésil en 2018, avec une superficie plantée d'environ deux mille hectares. La région de Curitibanos est le plus grand producteur de l'état,,,.
Au café, le Paraná est l'État producteur situé plus au sud du pays. C'était autrefois le plus grand État producteur du Brésil: en 1962, le Paraná représentait 58 % de la production nationale, mais en 2017, il n'avait que 2,7 % du total produit dans le pays. La culture du café a été remplacée par d'autres cultures de plantation, et l'objectif de l'État aujourd'hui a été d'investir dans des grains de café spéciaux et plus chers,.
En 2018, Rio Grande do Sul et Paraná étaient les 3e et 4e plus grands producteurs de mandarine au Brésil. Rio Grande do Sul est également responsable de 19 % de la production de kaki du Brésil, étant le deuxième producteur national,.
En 2019, au Brésil, il y avait une zone de production totale d'environ 4 000 hectares de fraise. Rio Grande do Sul et Paraná étaient les 3e et 4e plus gros producteurs du pays, avec une superficie d'environ 500 ha plantés.

### Sud-est

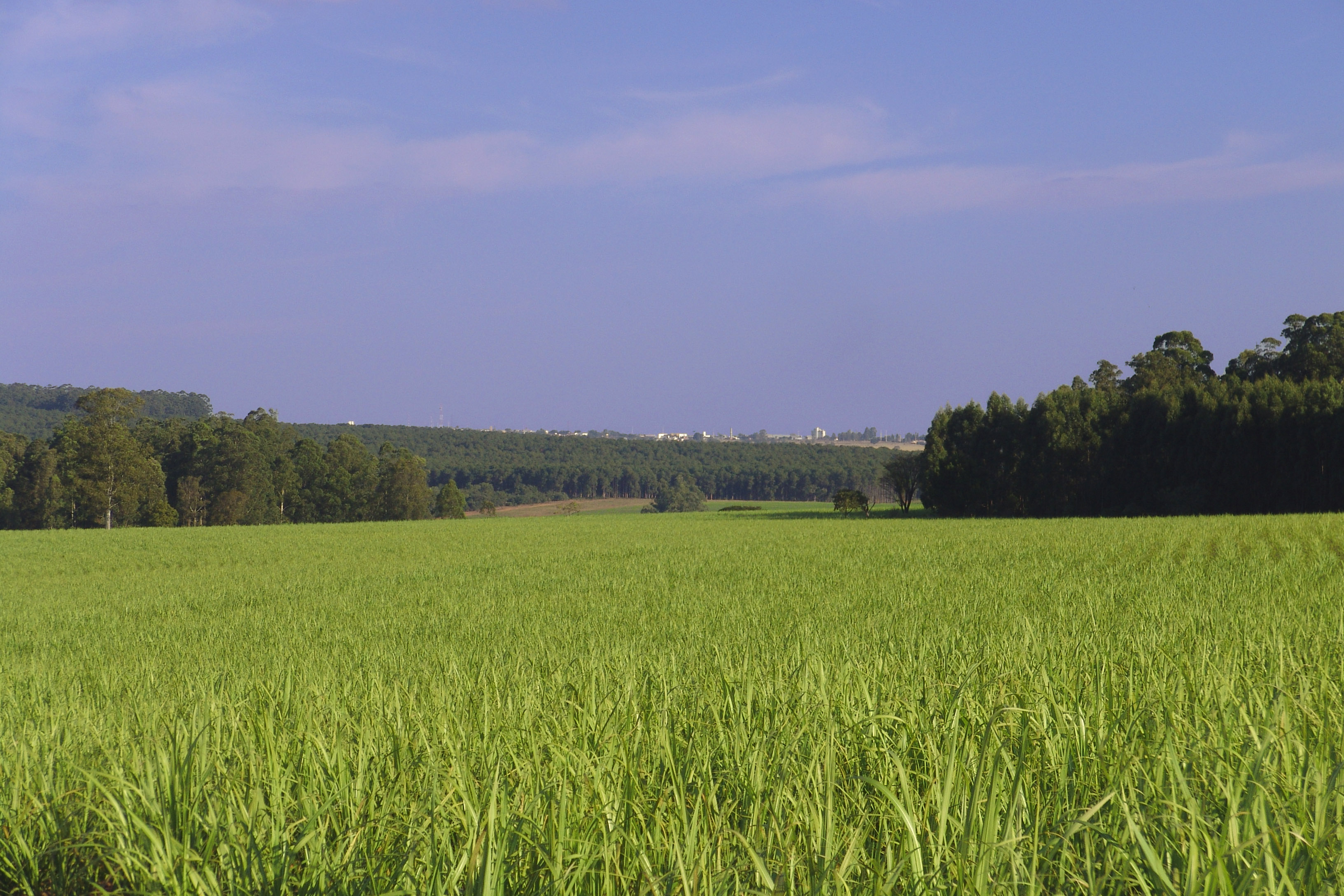
Plantation de canne à sucre en Avare, São Paulo.

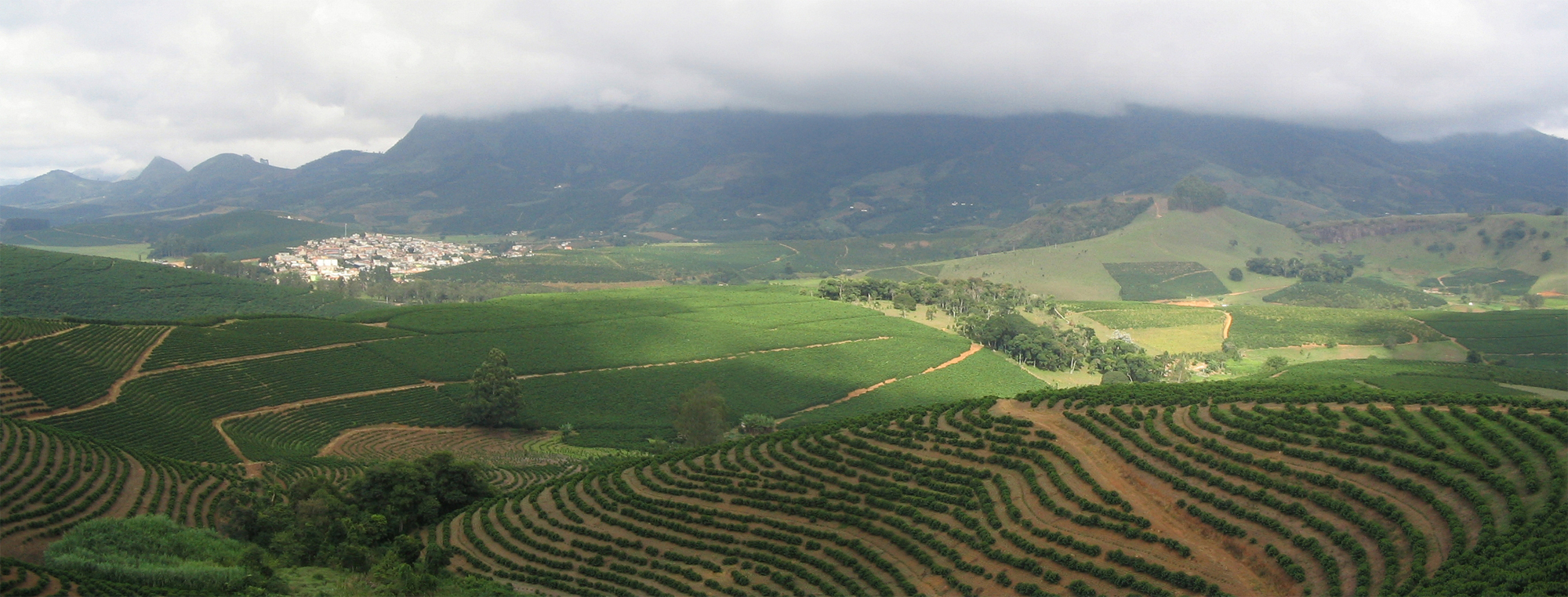
Café en São João do Manhuaçu, Minas Gerais

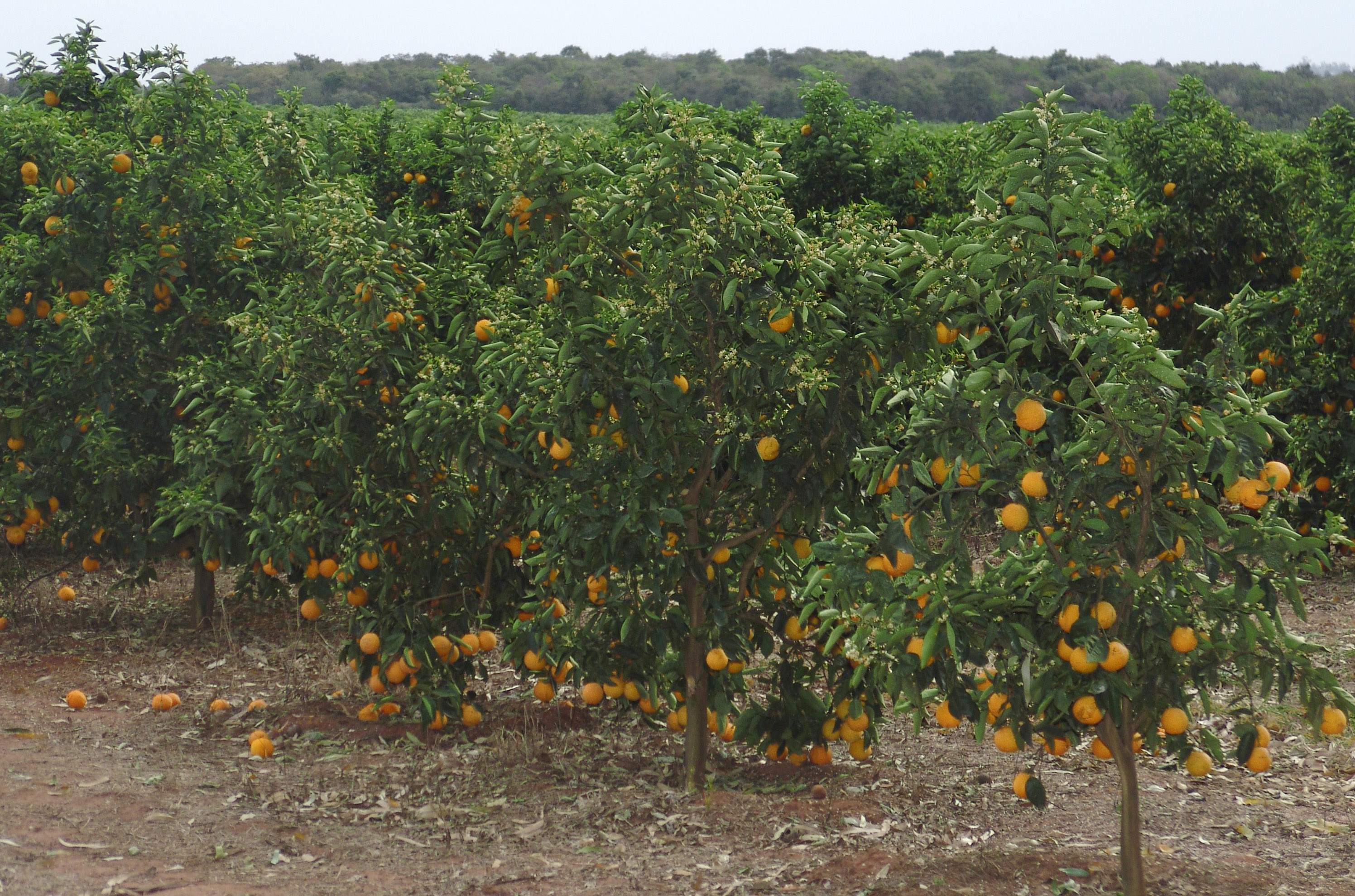
Orange en Avaré, São Paulo

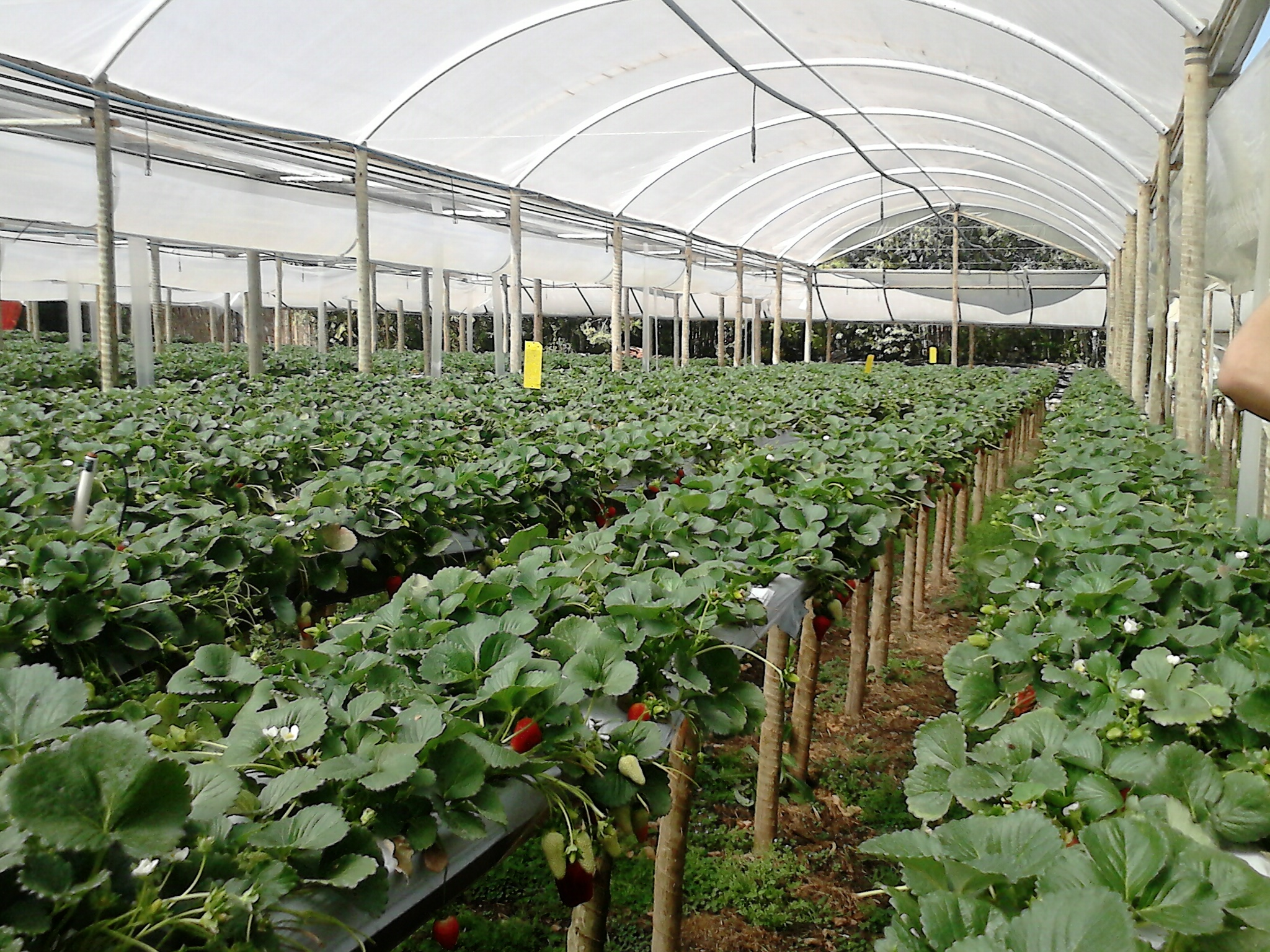
Fraise en Estiva, Minas Gerais

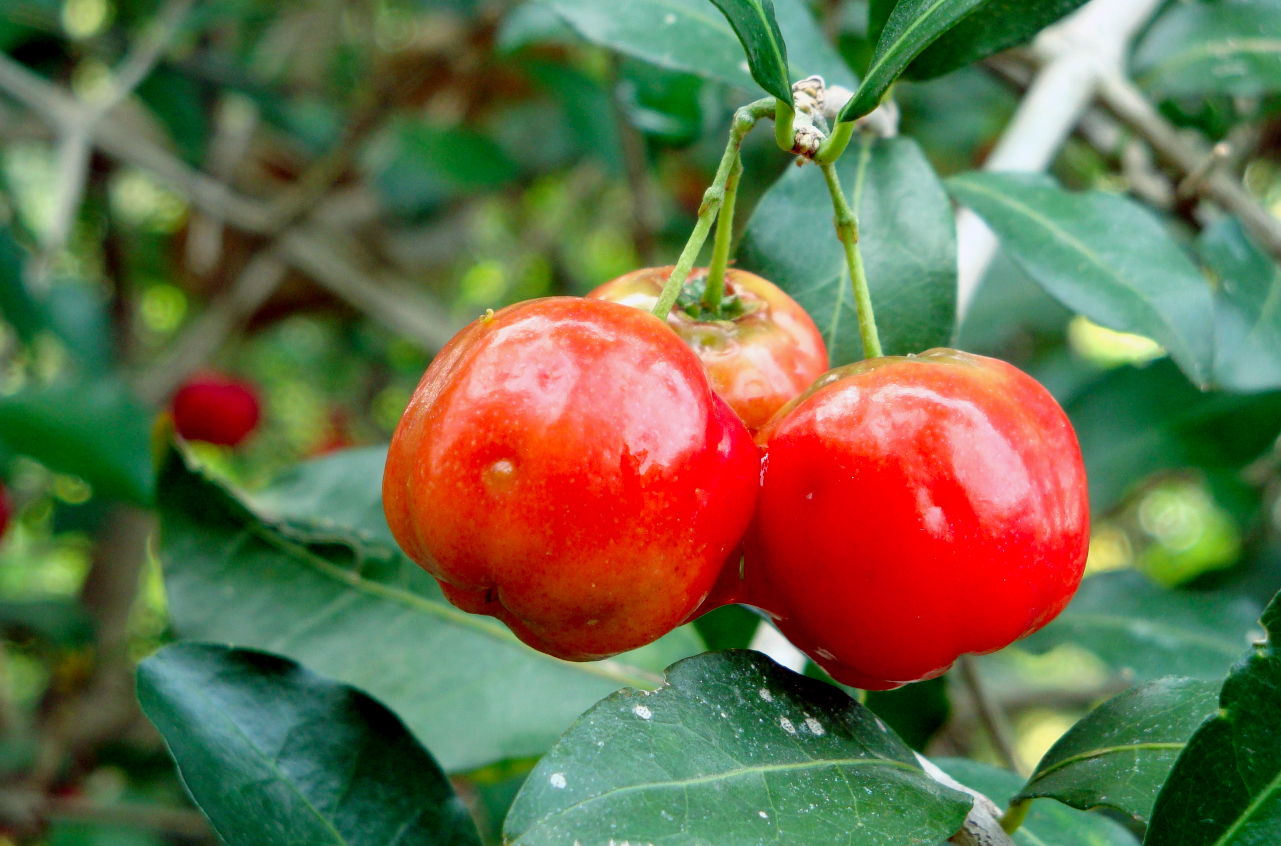
Acérola en Minas Gerais

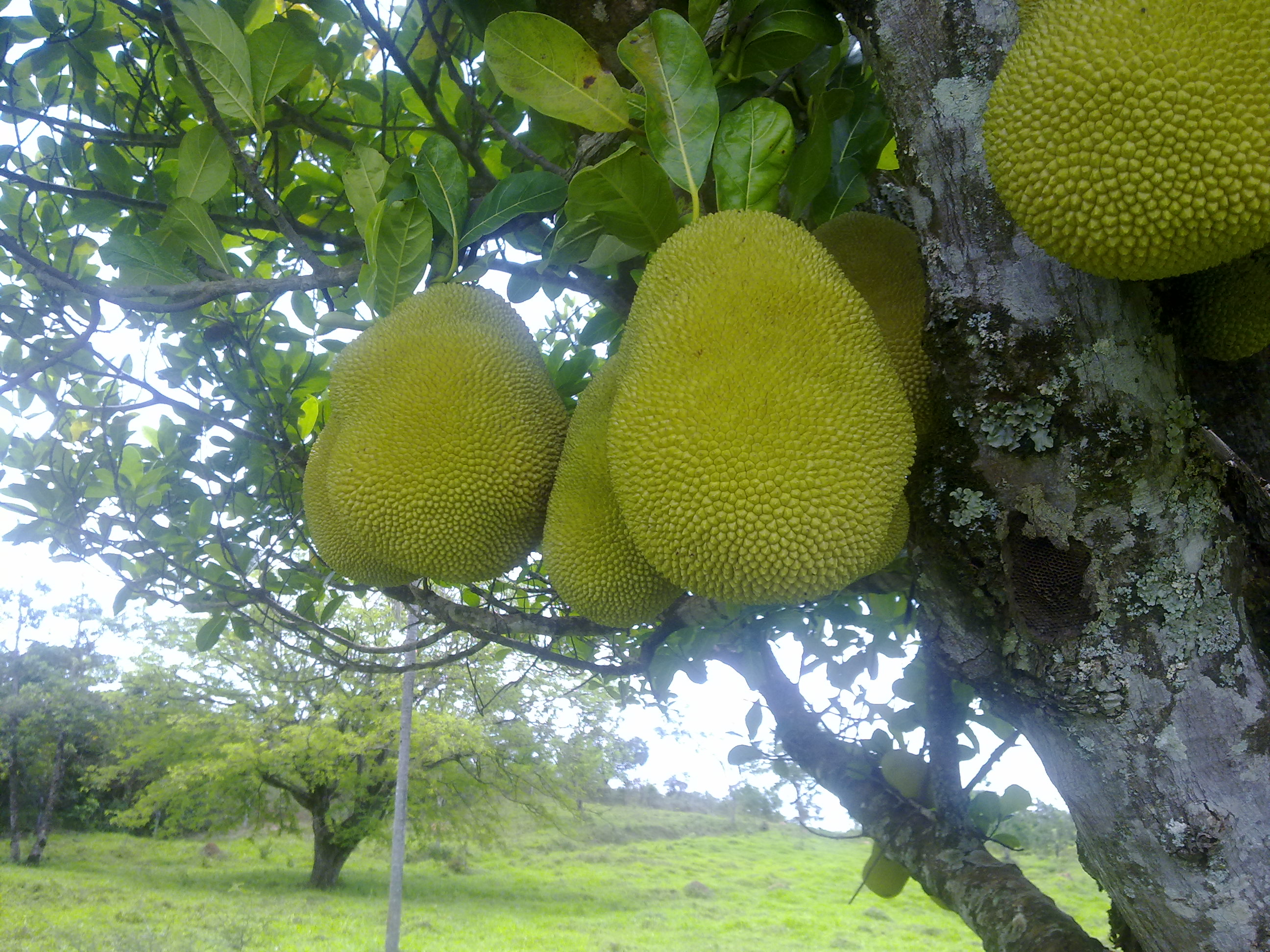
Jacquier en Minas Gerais

La région du Sud-Est comprend Minas Gerais, São Paulo, Rio de Janeiro et Espírito Santo. Il est responsable de la plus grande part de l'agriculture brésilienne, mais d'autres régions connaissent une croissance rapide. C'est un producteur géant de café, canne à sucre et orange, et a également de grandes productions de soja, haricots, arachide, sorgho, carotte, pomme de terre, banane, mandarine, citron, papaye, kaki, fraise et manioc.
En 2020, Minas Gerais était le plus grand producteur de Coffea arabica du pays, avec 74 % du total national (1,9 million de tonnes, soit 31,2 millions de sacs de 60 kg). Espírito Santo était le plus grand producteur de Coffea canephora, avec une part de 66,3 % du total (564 500 tonnes, soit 9,4 millions de sacs de 60 kg). En 2017, Minas représentait 54,3 % de la production nationale totale de café (1re place), Espírito Santo, 19,7 % (deuxième place) et São Paulo, 9,8 % (troisième place).
Le sud-est est responsable de la majeure partie de la production de canne à sucre du pays. En 2020, São Paulo est resté le premier producteur national, avec 341,8 millions de tonnes, responsable de 51,2 % de la production. Minas Gerais était le troisième producteur de canne à sucre, représentant 11,1 % du total produit dans le pays, avec 74,3 millions de tonnes. La zone autour de Campos dos Goytacazes, à Rio de Janeiro, a souffert de la décadence de cette activité: au début du XXe siècle, Campos comptait 27 usines en activité, et tout au long du siècle, elle était l'un des plus grands producteurs de Le Brésil, cependant, en 2020, seules deux sucreries fonctionnaient dans la ville. L'État, qui a récolté environ 10 millions de tonnes dans les années 1980, a récolté 1,8 million de tonnes en 2019/20. Espírito Santo a récolté près de 3 millions de tonnes la même année,,,.
À propos de orange, São Paulo est le principal producteur du pays et représente 77,5 % du total national. En 2020, la production était estimée à 13,7 millions de tonnes, soit 334,6 millions de cartons de 40,8 kg. La majeure partie est destinée à l'industrialisation et à l'exportation de jus. [58] Minas Gerais était le 2e plus gros producteur en 2018, avec un total de 948 mille tonnes.
La culture du soja, en revanche, est en augmentation, mais elle ne fait pas partie des plus grands producteurs nationaux de cette céréale. Lors de la récolte 2018/2019, Minas Gerais a récolté 5 millions de tonnes (7e place du pays) et São Paulo, 3 millions.
Minas Gerais est le deuxième producteur de haricots au Brésil, avec 17,2 % de la production nationale en 2020. De plus, c'est l'un des plus grands producteurs nationaux de sorgho: environ 30 % de la production céréalière brésilienne. Il occupe également la 3e place de la production nationale de coton,.
L'État de São Paulo concentre plus de 90 % de la production nationale de arachides, le Brésil exportant environ 30 % des arachides qu'il produit.
São Paulo est également le plus grand producteur national de banane, avec Minas Gerais à la 3e place et Espírito Santo à la 7e place. Le Brésil était déjà le 2e producteur mondial de fruits, actuellement en 3e place, perdant uniquement face à l'Inde et à l'Équateur,.
Dans la production de manioc, le Brésil a produit un total de 17,6 millions de tonnes en 2018. São Paulo était le 3e producteur du pays, avec 1,1 million de tonnes. Minas Gerais était 12e, avec près de 500 000 tonnes. Rio de Janeiro et Espírito Santo avaient une petite production.
En 2018, São Paulo et Minas Gerais étaient les plus grands producteurs de mandarine au Brésil. Espírito Santo était le plus grand producteur de papaye. À propos de kaki, São Paulo est le premier producteur du pays avec 58 %, Minas est à la 3e place avec 8 % et Rio de Janeiro à la 4e place avec 6 %,.
En 2019, au Brésil, il y avait une zone de production totale d'environ 4 000 hectares de fraise. Le plus grand producteur est Minas Gerais, avec environ 1 500 hectares, cultivé dans la plupart des municipalités de l'extrême sud de l'état, dans la région de Serra da Mantiqueira, avec Pouso Alegre et Estiva étant les plus grands producteurs. São Paulo occupe la deuxième place avec 800 hectares, avec une production concentrée dans les communes de Piedade, Campinas, Jundiaí, Atibaia et les communes voisines.
Le Sud-Est est le plus grand producteur de citron du pays, avec 86 % du total obtenu en 2018. Seul l'État de São Paulo produit 79 % du total.
En ce qui concerne carotte, le Brésil occupait la cinquième place du classement mondial en 2016, avec une production annuelle proche de 760 000 tonnes. Par rapport aux exportations de ce produit, le Brésil occupe la septième position mondiale. Minas Gerais et São Paulo sont les 2 plus grands producteurs du Brésil. Les communes de São Gotardo, Santa Juliana et Carandaí font partie des centres de production du Minas Gerais. À São Paulo, les municipalités productrices sont Piedade, Ibiúna et Mogi das Cruzes. Quant à la pomme de terre, le principal producteur national est l'État du Minas Gerais, avec 32 % du total produit dans le pays. En 2017, Minas Gerais a récolté environ 1,3 million de tonnes de produit. São Paulo détient 24 % de la production,,,.

### Centre-Ouest

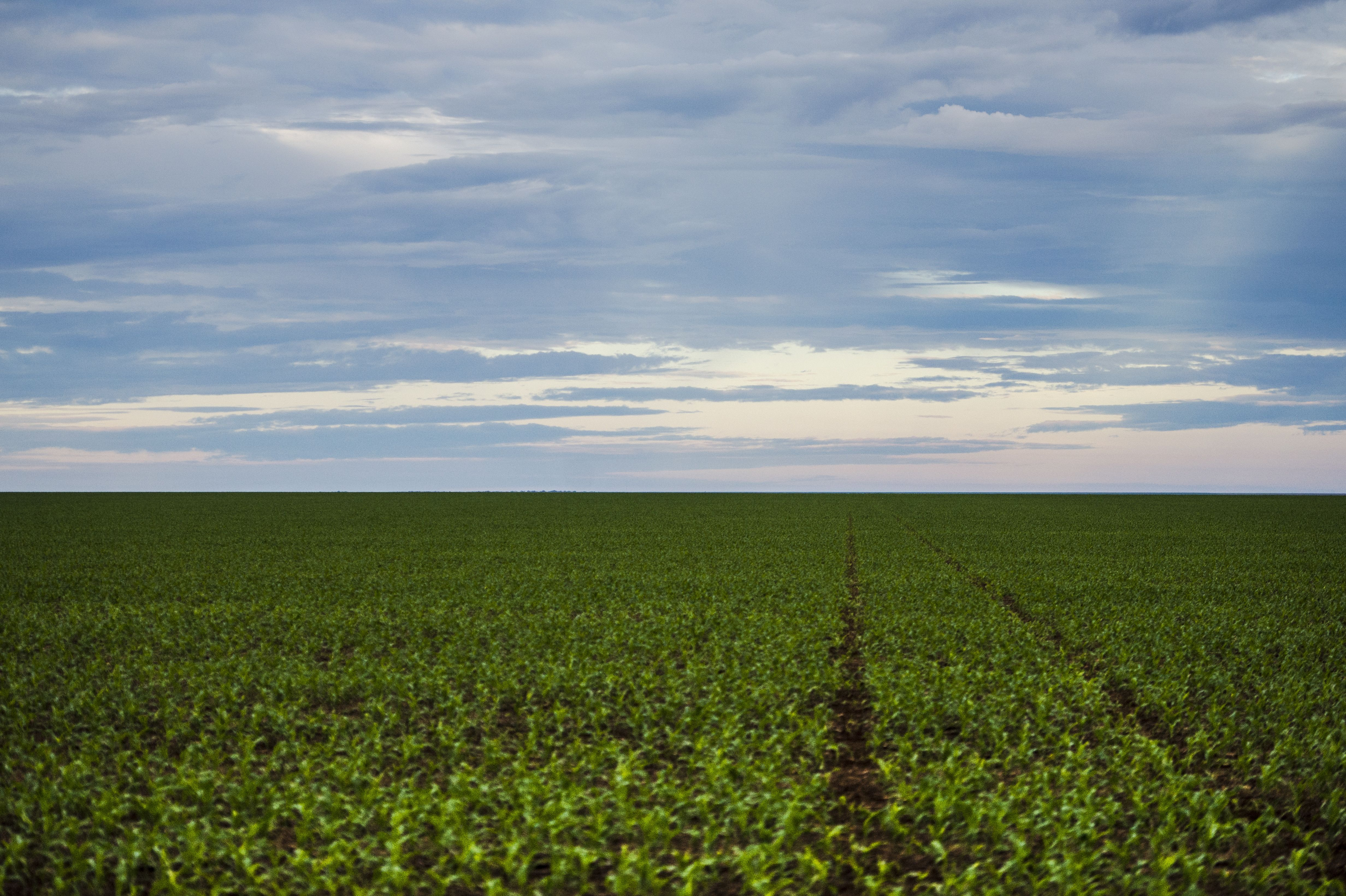
Plantation de soja dans le Mato Grosso

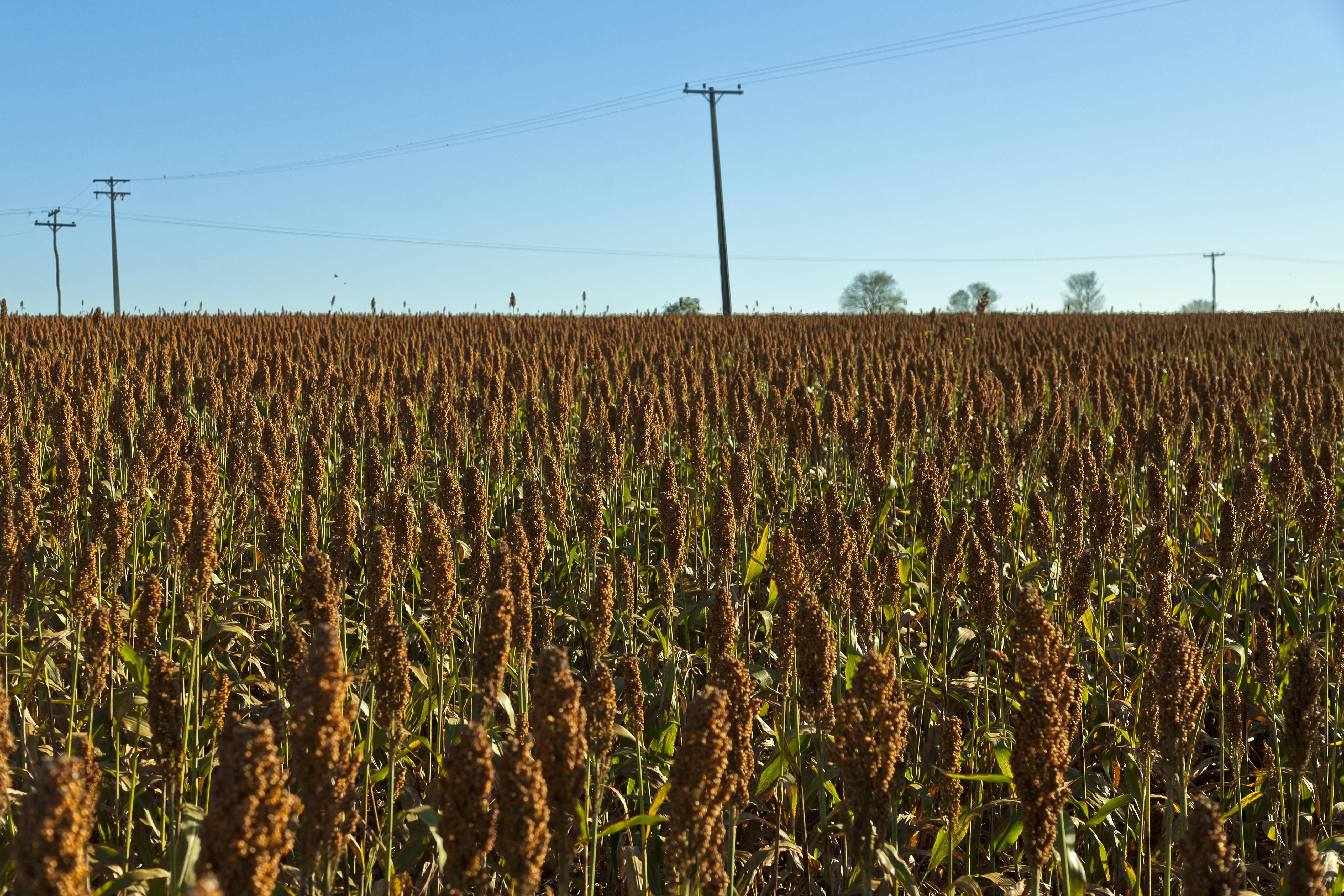
Plantation de sorgho à Goiás

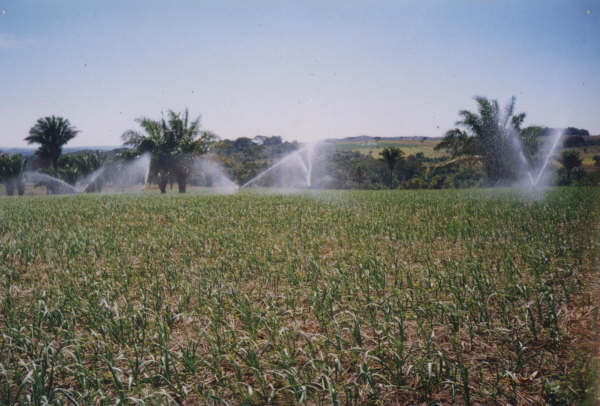
Ail irrigué

La région du Midwest comprend Mato Grosso, Mato Grosso do Sul, Goiás et Distrito Federal. L'agriculture de cette région s'est développée beaucoup plus tard que le reste du pays, mais c'est la région qui croît le plus en productivité. La région est l'un des plus grands producteurs au monde de soja, maïs et canne à sucre, en plus d'une importante production de tomate, haricots, coton et sorgho, produisant également manioc.
En 2020, le Midwest a produit 46 % des céréales, légumes et oléagineux du pays: 111,5 millions de tonnes.
En 2020, le Mato Grosso était le leader de la production céréalière nationale, avec 28,0 %. Goiás (10,0 %) était à la 4e place et le Mato Grosso do Sul (7,9 %) à la 5e place.
Goiás est le deuxième producteur de canne à sucre du pays, 11,3 % de la production nationale, avec 75,7 millions de tonnes récoltées lors de la récolte 2019/20. Le Mato Grosso do Sul occupe la quatrième place, avec environ 49 millions de tonnes récoltées. Le Mato Grosso a récolté 16 millions de tonnes, occupant la 6e place,.
Le Mato Grosso est le premier producteur de soja au Brésil, avec 26,9 % du total produit en 2020 (33,0 millions de tonnes), et le 3e producteur de haricots, avec 10,5 % de la production brésilienne.
Goiás a le leadership national dans la production de sorgho: il a produit 44 % de la production agricole brésilienne au cours du cycle 2019/2020, avec une récolte de 1,09 million de tonnes,.
En 2017, le Mato Grosso était le plus grand producteur de maïs du pays avec 58 millions de tonnes; quatrième, Goiás, avec 22 millions.
Goiás est également le leader brésilien de la production de tomates: en 2019, elle a produit plus de 1,2 million de tonnes, soit un tiers de la production totale du pays.
Le Mato Grosso est également le plus grand producteur de coton au Brésil, avec environ 65 % de la production nationale (1,8 sur les 2,8 millions de tonnes récoltées dans le pays). Goiás est à la 4e place.
Dans la production de manioc, le Brésil a produit un total de 17,6 millions de tonnes en 2018. Le Mato Grosso do Sul était le 6e producteur du pays, avec 721 000 tonnes. Le Mato Grosso a produit 287 000 tonnes. Goiás a produit 201 mille tonnes.
En 2019, Goiás est devenu le leader de la production brésilienne de ail,.

### Nord-Est

Cocotiers à Pernambuco

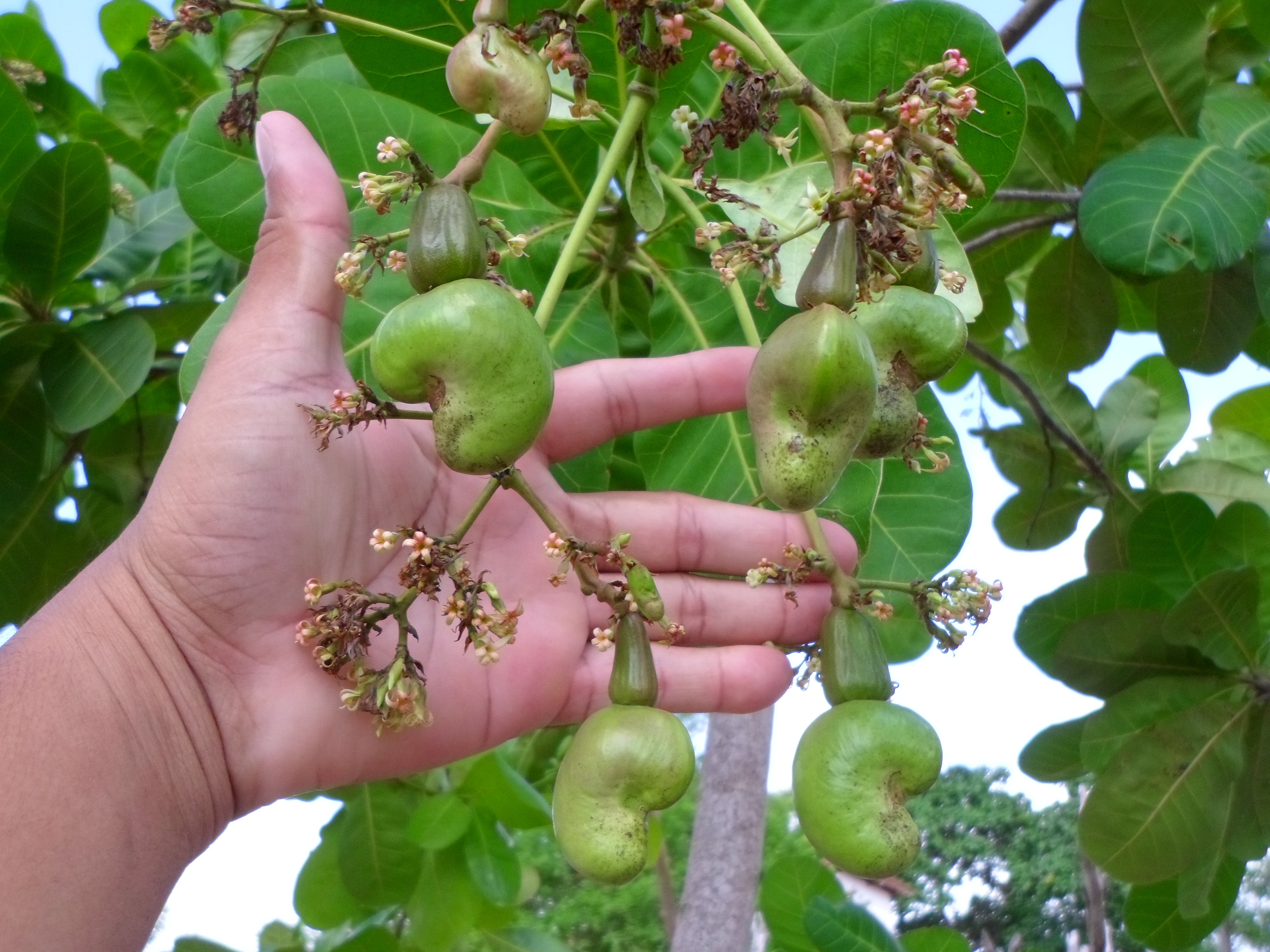
Noix de cajou au Ceará

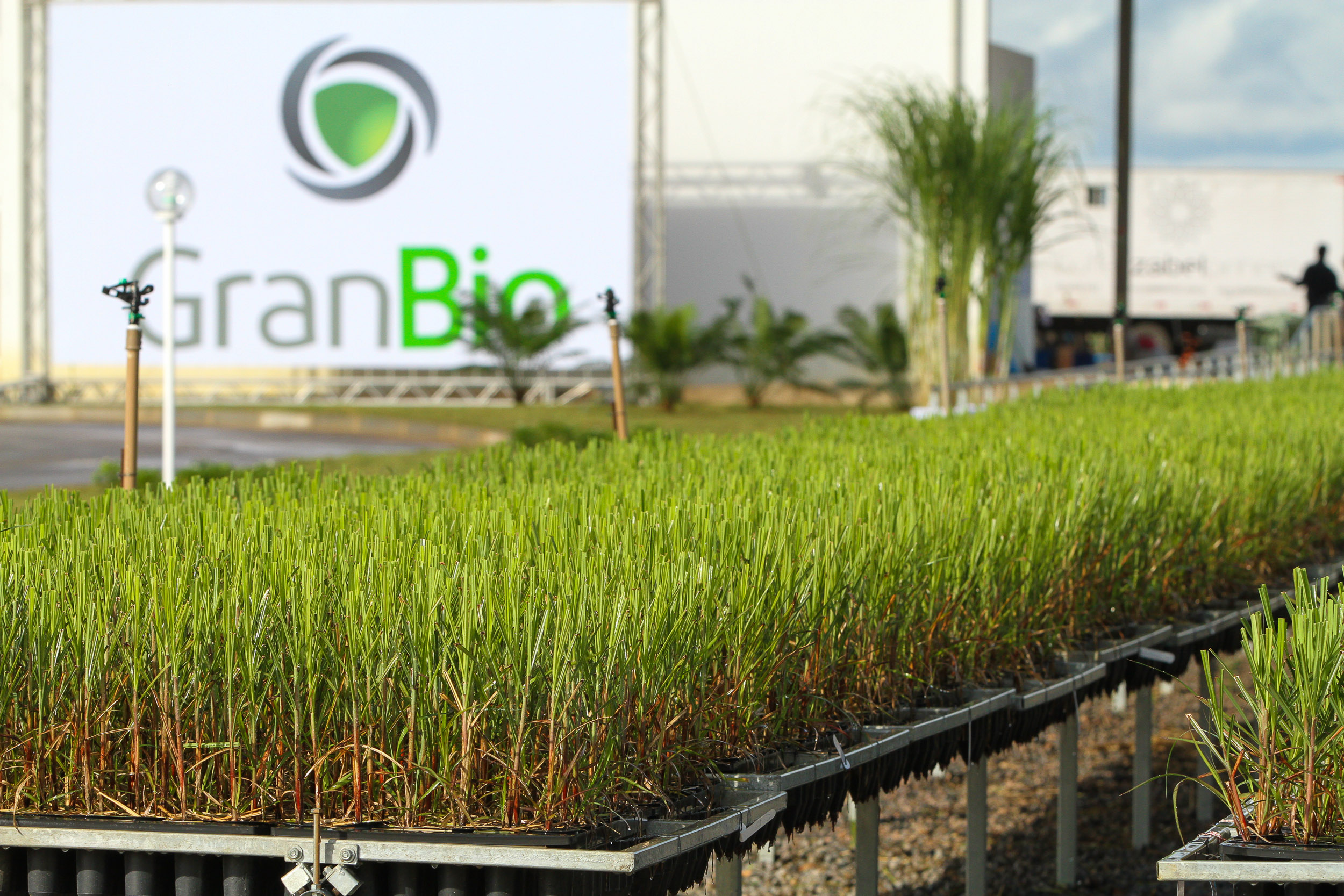
Canne à sucre à Alagoas

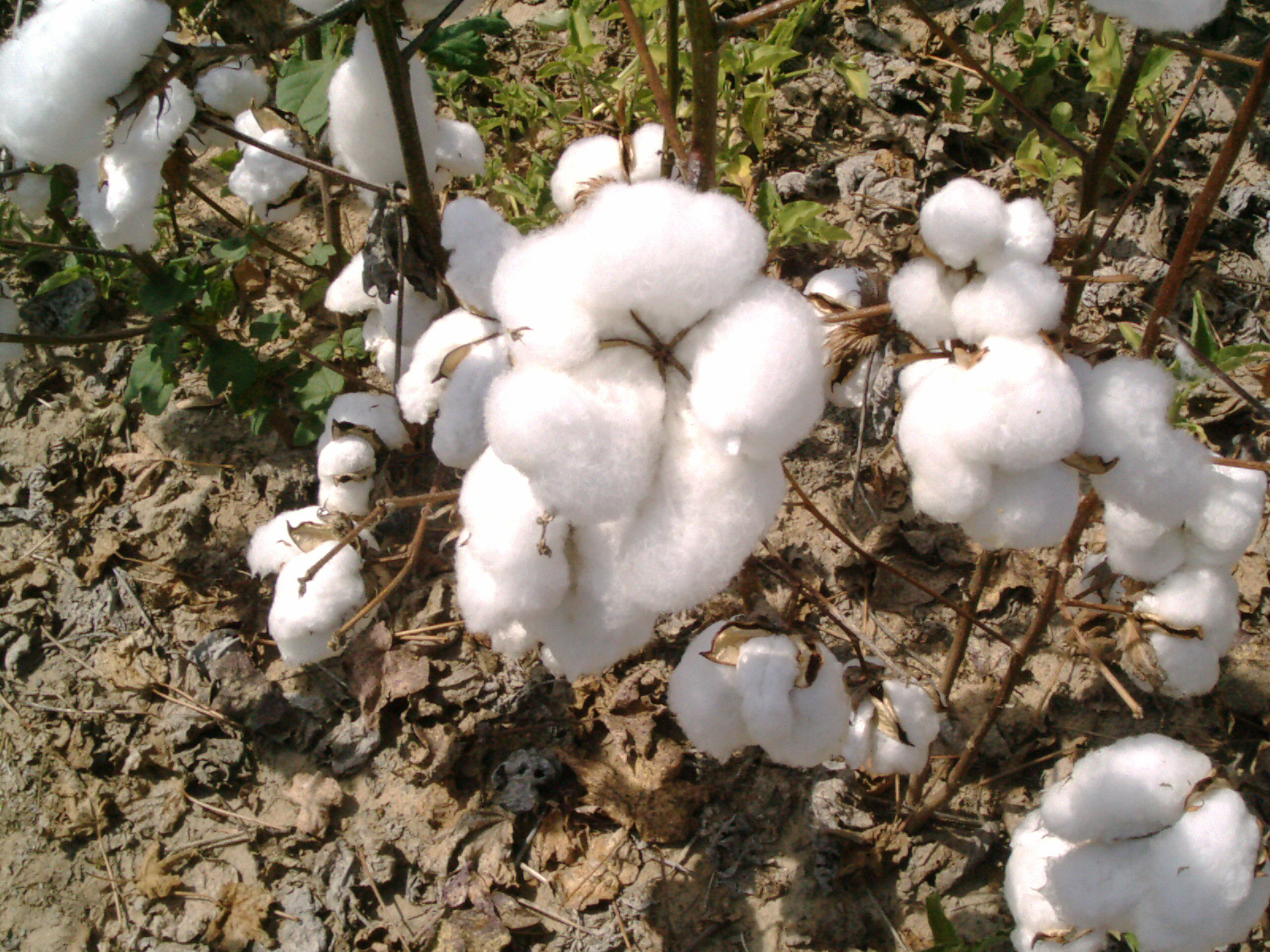
Coton à Luís Eduardo Magalhães

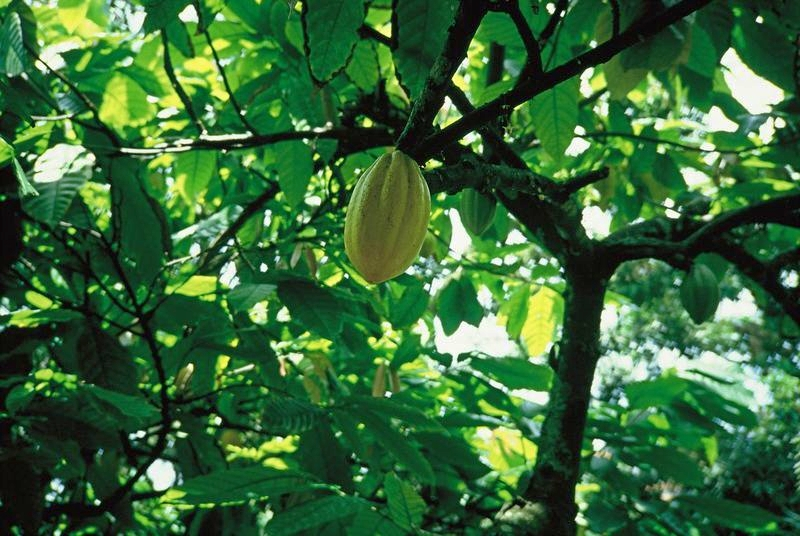
Cacao à Ilhéus

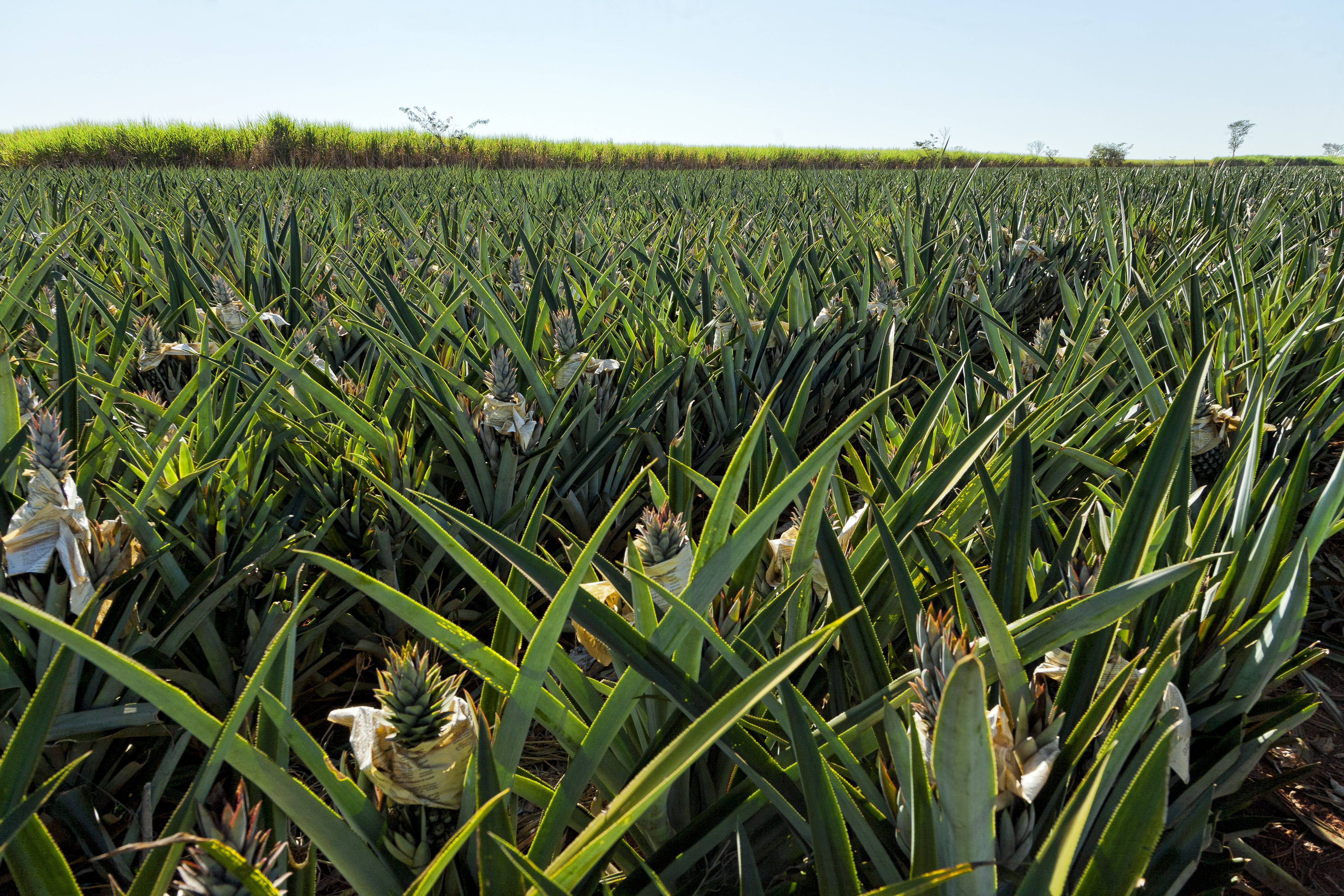
Ananas à Bahia

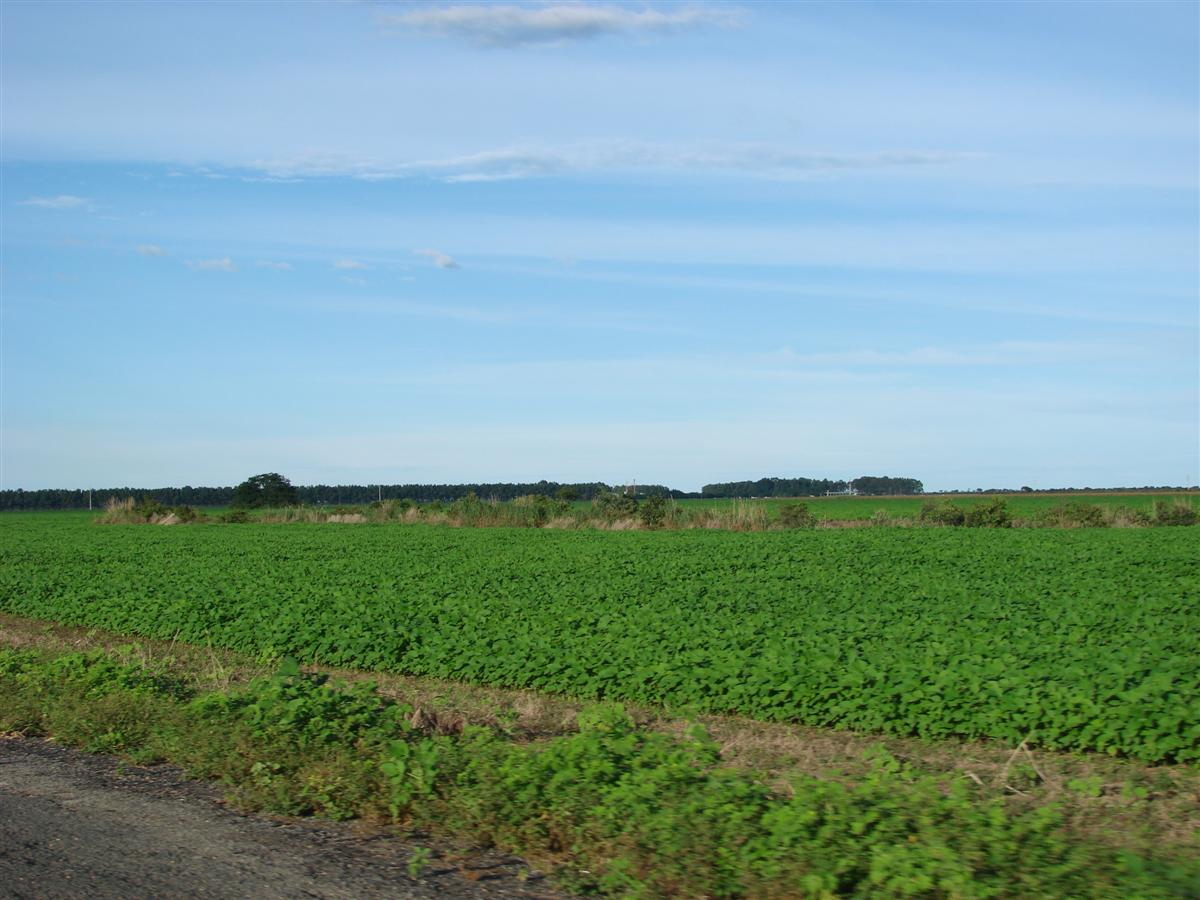
Soja à Barreiras

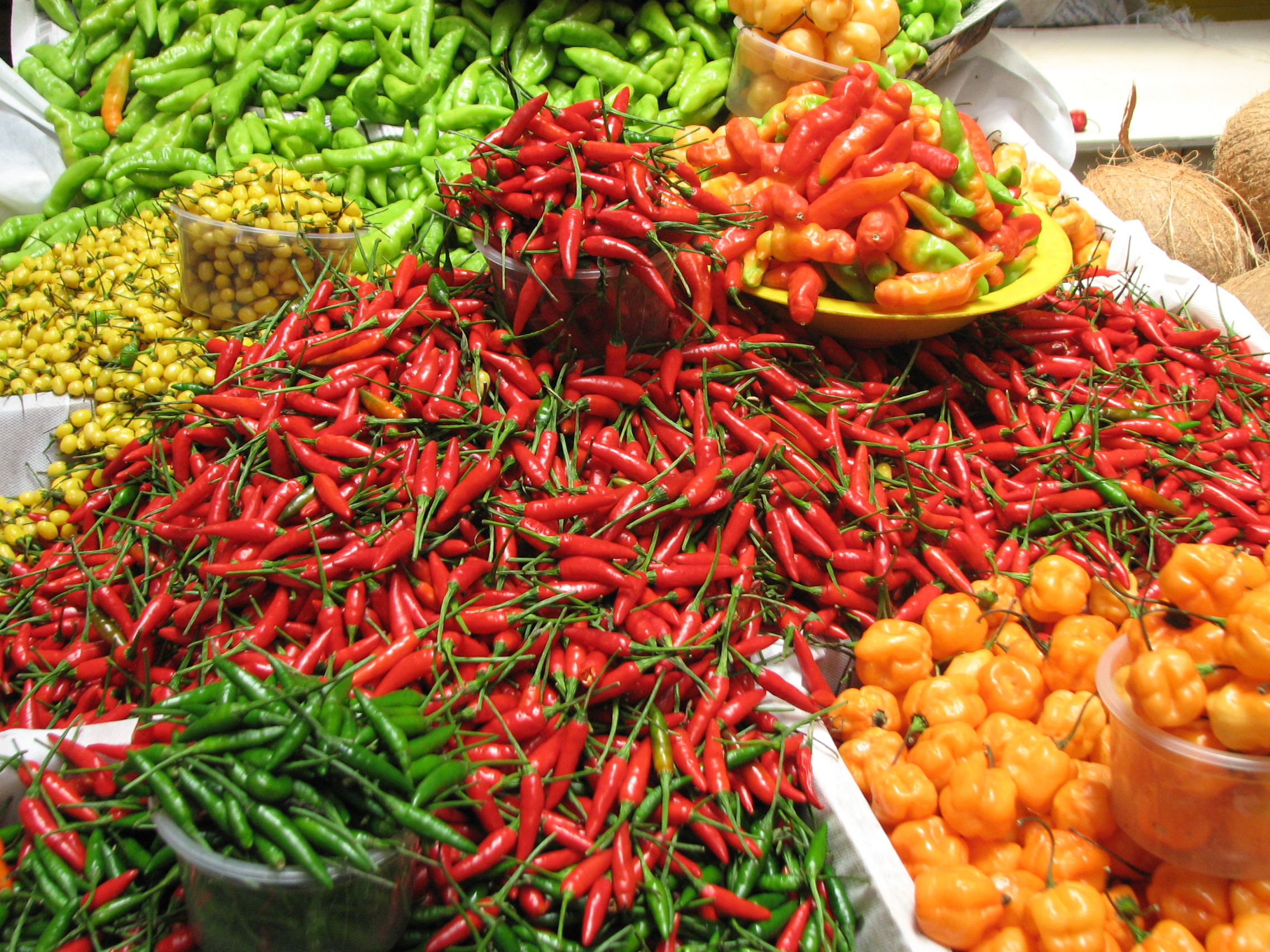
Poivrons à Aracaju

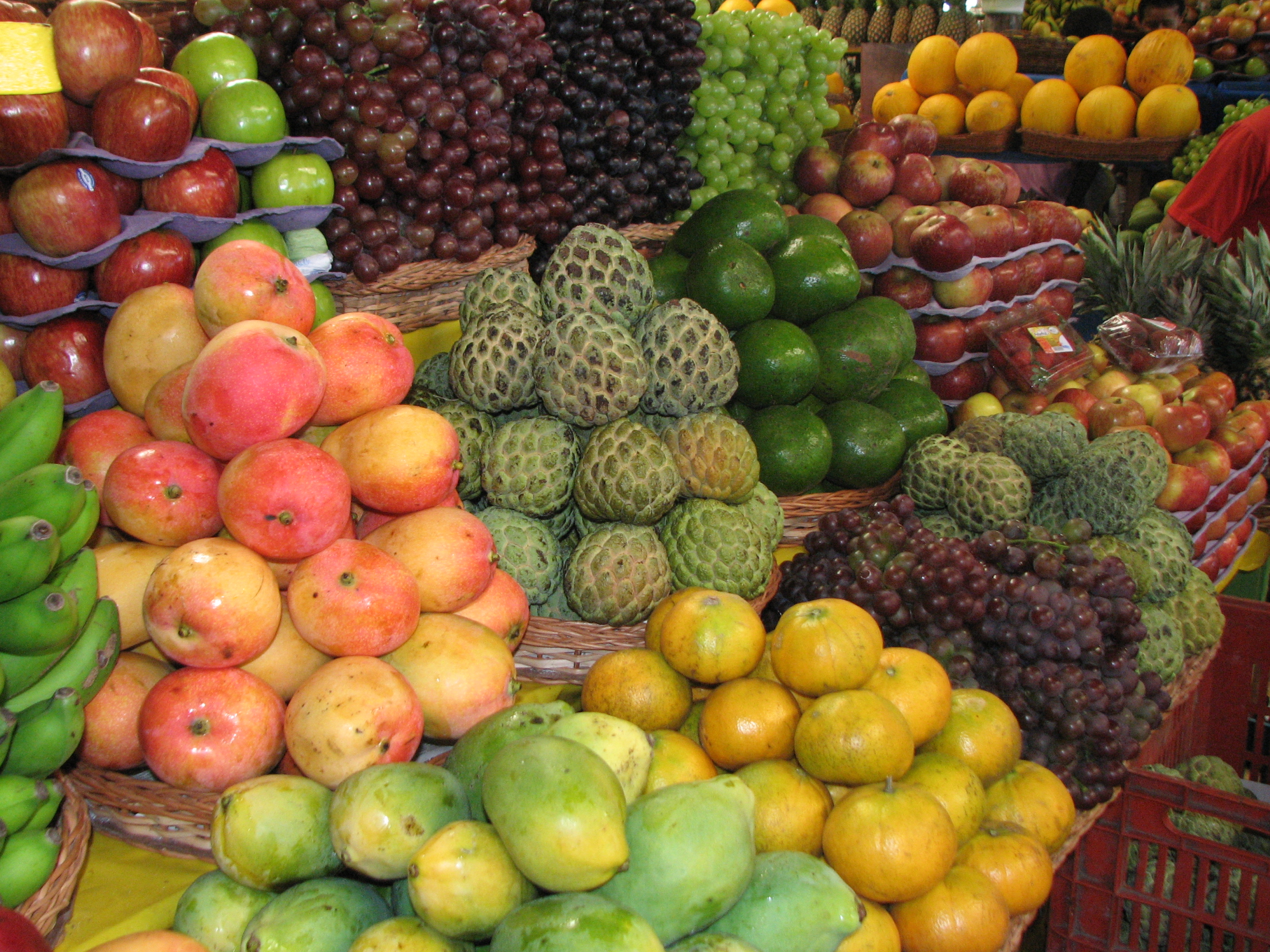
Fruits tropicaux à Aracaju

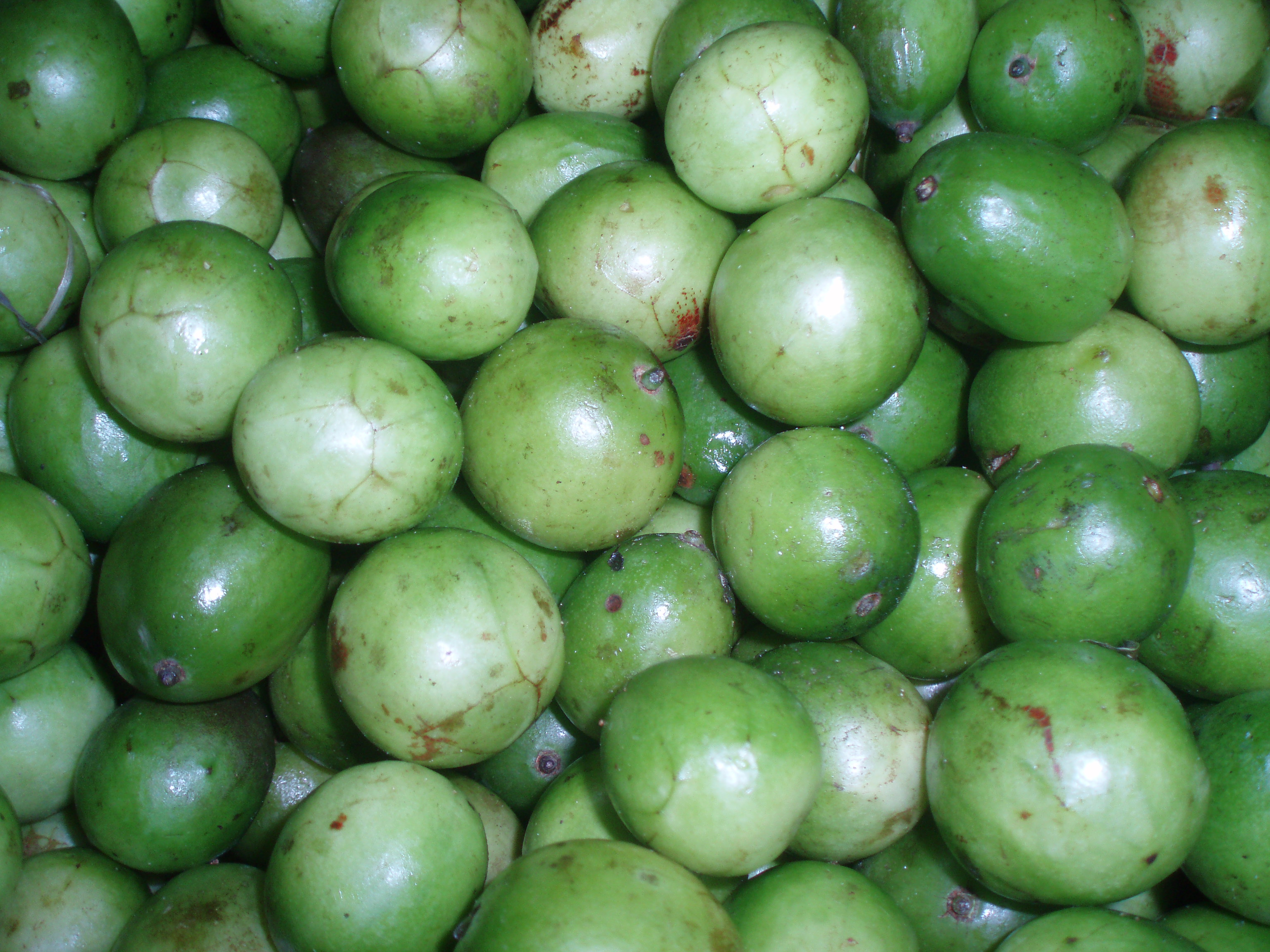
Umbu à Aracaju

Le Nord-Est comprend Bahia, Sergipe, Pernambuco, Alagoas, Paraíba, Rio Grande do Norte, Ceará, Piauí et Maranhão. Les fermes sont principalement familiales; 82,9 % de la main-d'œuvre sur le terrain est réalisée dans des exploitations familiales. La région est la plus pauvre et la plus arriérée du pays, et la moins productive. La région est un producteur majeur de noix de cajou, canne à sucre, cacao, coton et fruits tropicaux en général (principalement noix de coco, papaye, melon, banane, mangue, ananas et guarana). Il a également des productions pertinentes soja, maïs, haricot, manioc et orange.
En 2017, la région du Nord-Est était le plus grand producteur de noix de coco du pays, avec 74,0 % de la production nationale. Bahia a produit 351 millions de fruits, Sergipe 234 millions et Ceará 187 millions. Cependant, le secteur souffre d'une forte concurrence et perd du marché au profit de l'Indonésie, des Philippines et de l'Inde, les plus grands producteurs mondiaux, qui exportent même de l'eau de coco au Brésil. Outre les problèmes climatiques, la faible productivité des cocotiers dans la région du Nord-Est est le résultat de facteurs liés à la variété de noix de coco récoltée et au niveau technologique utilisé dans les régions côtières. Dans ces zones, le système de culture semi-extractive prévaut toujours, avec une faible fertilité et sans l'adoption de pratiques de gestion culturelle. Les trois États qui ont la plus grande production, Bahia, Sergipe et Ceará, présentent un rendement trois fois inférieur à celui de Pernambuco, qui occupe la 5e place de la production nationale. En effet, la plupart des cocotiers de ces trois États sont situés dans les zones côtières et cultivés dans des systèmes semi-extractivistes.
La production de noix de cajou au Brésil est réalisée presque exclusivement dans le nord-est. La superficie occupée par les anacardiers au Brésil en 2017 était estimée à 505 500 ha; de ce total, 99,5 % sont situés dans le nord-est. Les principaux producteurs de cette région sont Ceará (61,6 % de la superficie nationale), Rio Grande do Norte et Piauí. Cependant, le Brésil, qui en 2011 était le cinquième producteur mondial de noix de cajou, est tombé en 2016 au 14e rang, avec 1,5 % du volume total de noix produites dans le monde. Le Vietnam, le Nigéria, l'Inde et la Côte d'Ivoire étaient les plus grands producteurs de noix de cajou au monde en 2016, avec 70,6 % de la production mondiale. Ces dernières années, il y a eu une concurrence accrue avec certains pays africains, où les programmes gouvernementaux ont entraîné l'expansion de la culture et de la capacité de transformation. On estime qu'à 295 000 tonnes par an la capacité installée de transformation des noix de cajou dans le nord-est, la Région n'a réussi à produire qu'environ un quart de cette quantité. Parmi les principaux producteurs mondiaux, le Brésil a la productivité la plus faible. Plusieurs facteurs sont signalés comme étant à l'origine de la faible productivité et de la baisse de la production brésilienne de noix de cajou. L'une des raisons est que la plupart des vergers sont dans une phase de déclin naturel de la production. De plus, les anacardiers géants, qui sont majoritaires dans la Région, sont exploités de manière presque extractive, avec une faible utilisation de la technologie.
Dans la production de cacao, pendant longtemps, Bahia a dominé la production brésilienne. Aujourd'hui, il conteste la direction de la production nationale avec l'État du Pará. En 2017, Pará a obtenu la direction pour la première fois. En 2019, les habitants du Pará ont récolté 135 000 tonnes de cacao et les Bahians ont récolté 130 000 tonnes. La superficie de cacao de Bahia est pratiquement trois fois plus grande que celle du Pará, mais la productivité de Pará est pratiquement trois fois plus élevée. Certains facteurs expliquent cela: les cultures de Bahia sont plus extractivistes, et celles du Pará ont un style plus moderne et commercial, en plus des paraenses utilisant des graines plus productives et résistantes, et leur région offrant une résistance au balai de sorcière.
En 2018, le Nord-Est occupait la 3e place parmi les régions qui produisent le plus de canne à sucre du pays. Le Brésil est le premier producteur mondial, avec 672,8 millions de tonnes récoltées cette année. Le Nord-Est a récolté 45,7 millions de tonnes, soit 6,8 % de la production nationale. Alagoas est le plus grand producteur, avec 33,3 % de la production du nord-est (15,2 millions de tonnes). Pernambuco est le 2e producteur du Nord-Est, avec 22,7 % du total de la région (10,3 millions de tonnes). Paraíba a 11,9 % de la production du nord-est (5,5 millions de tonnes) et Bahia, 10,24 % de la production (4,7 millions de tonnes).
Bahia est le deuxième producteur de coton au Brésil, perdant seulement au profit du Mato Grosso. En 2019, elle a récolté 1,5 million de tonnes du produit,.
En soja, le Brésil a produit près de 120 millions de tonnes en 2019, étant le premier producteur mondial. En 2019, le Nord-Est a produit près de 10,7 millions de tonnes, soit 9 % du total brésilien. Les plus gros producteurs du nord-est étaient Bahia (5,3 millions de tonnes), Maranhão (3 millions de tonnes) et Piauí (2,4 millions de tonnes).
Dans la production de maïs, le Brésil était en 2018 le 3e producteur mondial, avec 82 millions de tonnes. Le Nord-Est a produit environ 8,4 % du total du pays. Bahia était le plus grand producteur du nord-est, avec 2,2 millions de tonnes. Piauí était le 2e producteur du Nord-Est, avec 1,5 million de tonnes, et Maranhão était le 3e avec 1,3 million de tonnes,.
En 2018, la région sud était le principal producteur de haricot avec 26,4 % du total, suivie du Midwest (25,4 %), de la région du sud-est (25,1 %), du nord-est (20,6 %) et du nord (2,5 %). Les plus grands producteurs du nord-est étaient Ceará, Bahia, Piauí et Pernambuco.
Dans la production de manioc, le Brésil a produit un total de 17,6 millions de tonnes en 2018. Maranhão était le 7e producteur du pays, avec 681 000 tonnes. Ceará était 9e, avec 622 mille tonnes. Bahia était 10e avec 610 mille tonnes. Au total, le nord-est a produit 3,5 millions de tonnes.
À propos de orange, Bahia était le 4e producteur brésilien en 2018, avec un total de 604 000 tonnes. Sergipe était 6e, avec 354 mille tonnes. Alagoas était 7e avec 166 mille tonnes.
Bahia est le deuxième producteur de fruit du pays, avec plus de 3,3 millions de tonnes par an, derrière São Paulo. Le nord de Bahia est l'un des principaux fournisseurs de fruits du pays. L'État est l'un des principaux producteurs nationaux de dix types de fruits. En 2017, Bahia a dirigé la production de cajarana, de noix de coco, de comte de fruits ou de pomme de pin, de corossol, d'ombu, de jacquier, de licuri, de mangue et de fruit de la passion, et occupe la deuxième place dans le cacao, l'amande, l'atemoia, le cupuaçu, le citron vert et le citron, et la troisième en banane, carambole, goyave, papaye, pastèque, melon, cerise, grenade et raisins de table. Au total, 34 produits issus de la culture fruitière de Bahia ont une participation importante à l'économie nationale,.
Rio Grande do Norte est le plus grand producteur de melon du pays. En 2017, elle a produit 354 mille tonnes, réparties entre les villes de Mossoró, Tibau et Apodi. La région du Nord-Est représentait 95,8 % de la production du pays en 2007. Outre le Rio Grande do Norte, qui en 2005 produisait 45,4 % du total du pays, les 3 autres plus importants du pays étaient Ceará, Bahia et Pernambuco,.
Dans la production de papaye, en 2018, Bahia était le deuxième plus grand État producteur du Brésil, presque égal à Espírito Santo. Ceará était à la 3e place et Rio Grande do Norte à la 4e place.
Bahia était le plus grand producteur de mangues du pays en 2019, avec une production d'environ 281 mille tonnes par an. Juazeiro (130000 tonnes par an) et Casa Nova (54000 tonnes par an) sont en tête de la liste des villes brésiliennes qui mènent la culture de fruits.
Dans la production de banane, Bahia était en 2018 le 2e producteur national. Pernambuco est arrivé à la 5e place.
En ce qui concerne ananas, en 2018, Paraíba était le deuxième État producteur du Brésil.
Bahia est le plus grand producteur brésilien de guaraná. En 2017, la production brésilienne était proche de 3,3 millions de tonnes. Bahia en a récolté 2,3 millions (principalement dans la ville de Taperoá), Amazonas 0,7 million (principalement dans la ville de Maués) et le reste du pays, 0,3 million. Malgré le fait que le fruit soit originaire de l'Amazonie, depuis 1989, Bahia a battu Amazonas en termes de volume de production et de productivité du guarana, en raison du fait que le sol de Bahia est plus favorable, en plus de l'absence de maladies dans la région. Les utilisateurs les plus connus du produit achètent cependant 90 % à 100 % de leur guarana de la région amazonienne, comme AMBEV et Coca-Cola. Les prix du guarana bahianais sont bien inférieurs à ceux des autres États, mais les exonérations fiscales de Sudam conduisent l'industrie des boissons à préférer acheter des semences dans le Nord, ce qui contribue à maintenir la plus haute valeur ajoutée du guarana amazonien. Les industries pharmaceutiques et les importateurs, en revanche, achètent plus de guarana à Bahia, en raison du prix.

### Nord

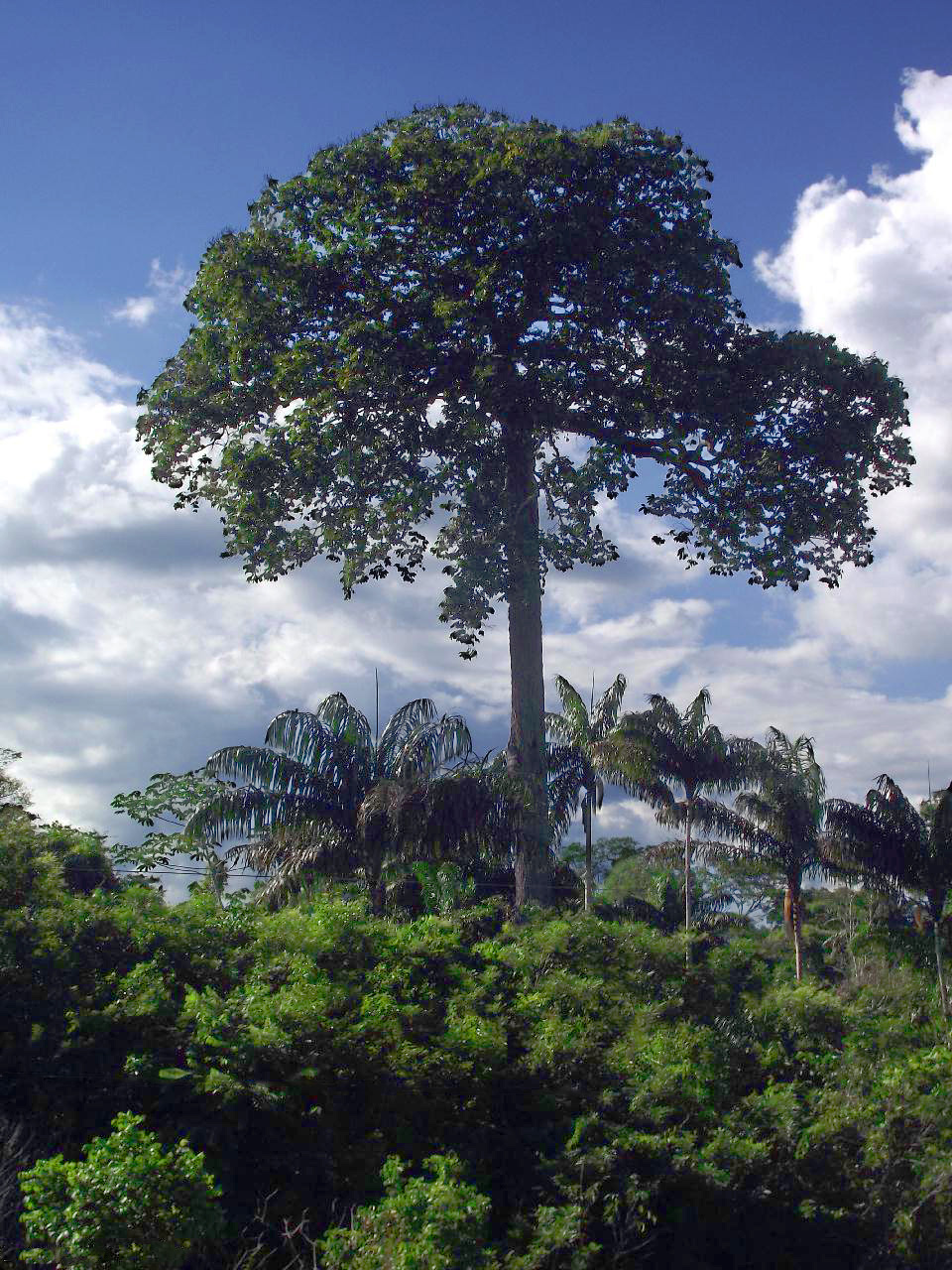
Châtaignier à Pará

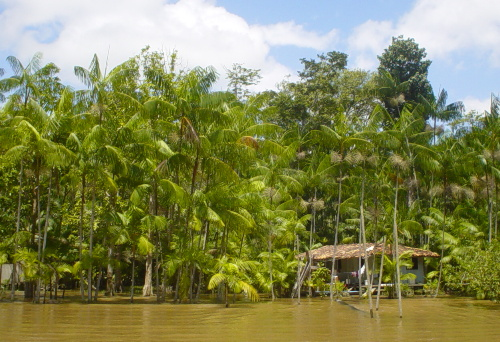
Acai arbres au Pará

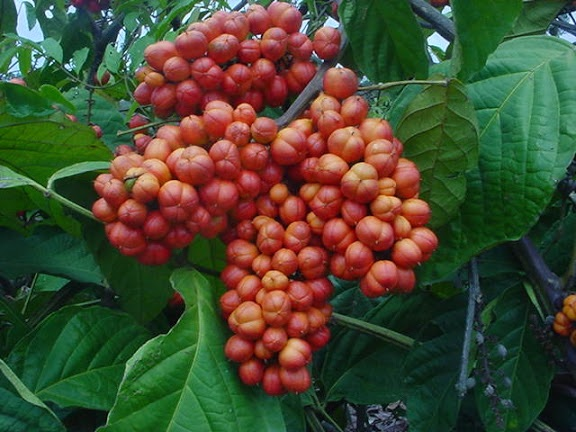
Guarana à Rondonia

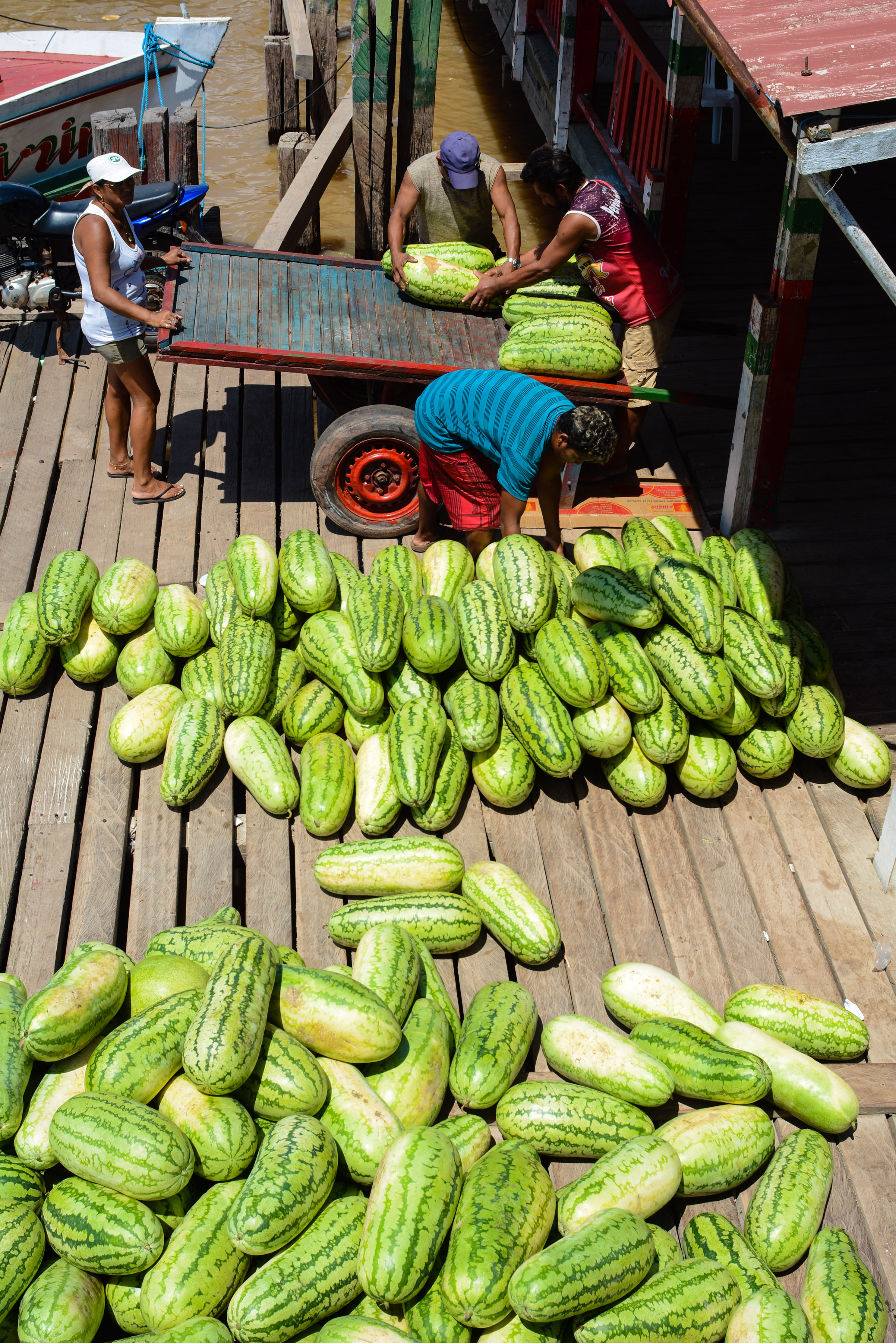
Pastèque en Amazonas

La région du Nord comprend Acre, Amapá, Amazonas, Pará, Rondônia, Roraima et Tocantins. La région a une grande production de manioc et fruits tropicaux tels que açaí, ananas, noix de coco, cacao, banane et guarana, en plus d'être un grand producteur de noix du Brésil, poivre noir et soja.
Dans la production de manioc, le Brésil a produit un total de 17,6 millions de tonnes en 2018. Le Pará était le plus grand producteur du pays, avec 3,8 millions de tonnes. Amazonas était 5e, avec 889 mille tonnes. Acre était 8e avec 667 mille tonnes. Au total, le nord a produit 6,4 millions de tonnes.
En 2019, Pará a produit 95 % de açaí au Brésil. L'État a échangé plus de 1,2 million de tonnes de fruits, d'une valeur de plus de 1,5 milliard de dollars américains, soit environ 3 % du PIB de l'État. Le deuxième producteur d'açaí au Brésil est Amazonas (52 000 tonnes), suivi de Roraima (3,5 milliers de tonnes).
En 2018, le Pará était le plus grand producteur brésilien de ananas, avec 426 millions de fruits récoltés sur près de 19 000 hectares. En 2017, le Brésil était le 3e producteur mondial (près de 1,5 milliard de fruits récoltés sur environ 60 mille hectares). C'est le cinquième fruit le plus cultivé du pays. Le sud-est du Pará représente 85 % de la production de l'État: les villes de Floresta do Araguaia (76,45 %), Conceição do Araguaia (8,42 %) et Salvaterra (3,12 %) ont mené le classement cette année. Floresta do Araguaia possède également la plus grande industrie de jus de fruits concentrés au Brésil, exportant vers l'Union européenne, les États-Unis et le Mercosur,.
Le Pará est également l'un des plus grands producteurs brésiliens de noix de coco. En 2019, c'était le 3e producteur du pays, avec 191,8 millions de fruits récoltés, juste derrière Bahia et Ceará.
Le Pará est le deuxième producteur brésilien de poivre noir, avec 34 000 tonnes récoltées en 2018.
La noix du Brésil a toujours été l'un des principaux produits d'extraction dans le nord du Brésil, avec une collecte sur le sol forestier. Cependant, au cours des dernières décennies, la culture commerciale de la noix du Brésil a été créée. Il existe déjà des propriétés avec plus d'un million de châtaigniers pour une production à grande échelle. Les moyennes de production annuelle au Brésil ont varié entre 20 000 et 40 000 tonnes par an en 2016,.
Dans la production de cacao, Pará était en concurrence avec Bahia pour le leadership de la production brésilienne. En 2017, Pará a obtenu la direction pour la première fois. En 2019, les habitants du Pará ont récolté 135 000 tonnes de cacao et les Bahians ont récolté 130 000 tonnes. La superficie de cacao de Bahia est pratiquement trois fois plus grande que celle du Pará, mais la productivité de Pará est pratiquement trois fois plus élevée. Certains facteurs expliquent cela: les cultures de Bahia sont plus extractivistes, et celles du Pará ont un style plus moderne et commercial, en plus des paraenses utilisant des graines plus productives et résistantes, et leur région offrant une résistance au balai de sorcière. Rondônia est le 3e producteur de cacao du pays, avec 18000 tonnes récoltées en 2017.
Amazonas est le deuxième producteur brésilien de guaraná. En 2017, la production brésilienne était proche de 3,3 millions de tonnes. Bahia en a récolté 2,3 millions (principalement dans la ville de Taperoá), Amazonas 0,7 million (principalement dans la ville de Maués) et le reste du pays, 0,3 million. Malgré le fait que le fruit soit originaire de l'Amazonie, depuis 1989, Bahia a battu Amazonas en termes de volume de production et de productivité du guarana, en raison du fait que le sol de Bahia est plus favorable, en plus de l'absence de maladies dans la région. Les utilisateurs les plus connus du produit achètent cependant 90 % à 100 % de leur guarana de la région amazonienne, comme AMBEV et Coca-Cola. Les prix du guarana bahianais sont bien inférieurs à ceux des autres États, mais les exonérations fiscales de Sudam conduisent l'industrie des boissons à préférer acheter des semences dans le Nord, ce qui contribue à maintenir la plus haute valeur ajoutée du guarana amazonien. Les industries pharmaceutiques et les importateurs, en revanche, achètent plus de guarana à Bahia, en raison du prix.
Dans soja, Tocantins, Pará et Rondônia se démarquent. Lors de la récolte 2019, Tocantins a récolté 3 millions de tonnes, Pará 1,8 million et Rondônia 1,2 million. La production est en constante augmentation dans les états du nord,,.
En 2018, il avait 13 % de la production nationale de banane: le Pará, le plus grand État du Nord dans la production de ce fruit, occupait la 6e position nationale.

## Production agricole du Brésil en 2018
En 2018, le Brésil:
- C'était de loin le premier producteur mondial de canne à sucre (746,8 millions de tonnes). La deuxième place, l'Inde, produit environ la moitié de la production du Brésil (376,9 millions de tonnes). Le Brésil utilise une grande partie de la canne à sucre pour produire éthanol, en plus d'exporter beaucoup de sucre.
- C'était le deuxième producteur mondial de soja (117,8 millions de tonnes), dépassé seulement par les États-Unis. Cependant, le Brésil a dépassé la production de soja aux États-Unis en 2020[111];
- C'était le troisième producteur mondial de maïs (82,2 millions de tonnes), dépassé seulement par les États-Unis et la Chine;
- C'était le cinquième producteur mondial de manioc (17,6 millions de tonnes), dépassé seulement par le Nigéria, la Thaïlande, le Congo et le Ghana;
- C'était le premier producteur mondial de orange (16,7 millions de tonnes);
- C'était le neuvième producteur mondial de riz (11,7 millions de tonnes);
- C'était le troisième producteur mondial de banane (6,7 millions de tonnes), seulement dépassé par l'Inde et la Chine. Si l'on considère également les Banane plantain, le Brésil est le septième producteur;
- Produit 5,4 millions de tonnes de blé;
- C'était le quatrième producteur mondial de coton (4,9 millions de tonnes), perdant seulement au profit de l'Inde, des États-Unis et de la Chine;
- C'était le dixième producteur de tomate (4,1 millions de tonnes);
- Produit 3,6 millions de tonnes de pomme de terre;
- C'était le premier producteur mondial de café (3,5 millions de tonnes);
- C'était le premier producteur mondial de guarana (3,3 millions de tonnes);
- Produit 3,2 millions de tonnes de légume;
- C'était le troisième producteur mondial de haricot (2,9 millions de tonnes), dépassé seulement par le Myanmar et l'Inde;
- C'était le troisième producteur mondial de ananas (2,6 millions de tonnes), dépassé seulement par le Costa Rica et les Philippines;
- Était le cinquième producteur mondial de noix de coco (2,3 millions de tonnes), perdant au profit de l'Indonésie, des Philippines, de l'Inde et du Sri Lanka;
- Était le quatrième producteur mondial de pastèque (2,3 millions de tonnes), perdant face à la Chine, l'Iran et la Turquie;
- C'était le septième producteur mondial de sorgho (2,2 millions de tonnes);
- Il était le septième producteur mondial de mangue (y compris mangoustan et goyave) (1,9 million de tonnes);
- C'était le quatorzième producteur mondial de raisin (1,6 million de tonnes);
- C'était le 14e producteur mondial de oignon (1,5 million de tonnes);
- Produit 1,5 million de tonnes de huile de palme;
- C'était le cinquième producteur mondial de citron (1,4 million de tonnes), derrière l'Inde, le Mexique, la Chine et l'Argentine;
- C'était le plus grand producteur mondial de açaí (1,3 million de tonnes)[112];
- C'était le 13e producteur mondial de pomme (1,1 million de tonnes);
- C'était le deuxième producteur mondial de papaye (1 million de tonnes), juste derrière l'Inde;
- Produit 996 000 tonnes de mandarine;
- Produit 897 000 tonnes de avoine;
- C'était le deuxième producteur mondial de tabac (762 000 tonnes), seulement dépassé par la Chine;
- Produit 741 000 tonnes de patate douce;
- C'était le 14e producteur mondial de arachides (563 000 tonnes);
- Produit 546 000 tonnes de yerba mate;
- Produit 330 000 tonnes de orge;
- C'était le sixième producteur mondial de cacao (239 000 tonnes);
- C'était le sixième producteur mondial de avocat (235 000 tonnes);
- Produit 199 000 tonnes de caoutchouc naturel;
- C'était le sixième producteur mondial de kaki (156 000 tonnes);
- C'était le neuvième producteur mondial de noix de cajou (141 000 tonnes);
- Produit 135 000 tonnes de tournesol;
- C'était le plus grand producteur mondial de châtaigne du Pará (36 000 tonnes);

En plus de petites productions d'autres produits agricoles.